# Escultura de la Antigua Roma

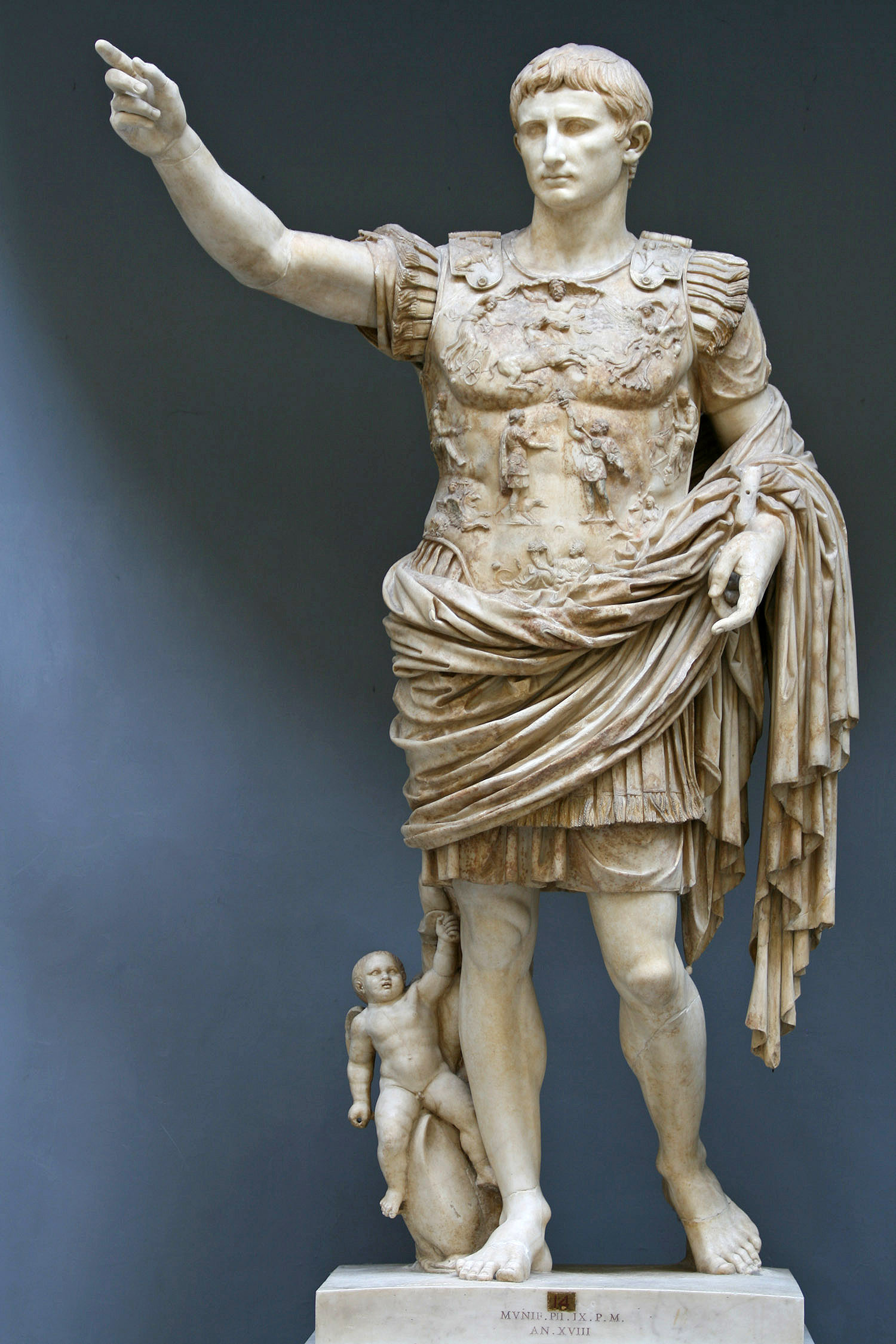
Augusto de Prima Porta, Museos Vaticanos

La escultura de Roma se desarrolló en toda la zona de este país de influencia romana, con su foco central en Roma, entre el siglo VI a. C. y V d. C. El origen derivó de la escultura griega, principalmente a través de la herencia de la escultura etrusca, y luego directamente, por contacto con las colonias de la Magna Grecia y la propia Grecia, durante el periodo helenístico.
El retrato, género que consiguió un gran prestigio y que dejó ejemplos singulares de gran técnica y de alta expresividad, la escultura decorativa de los grandes monumentos públicos, se convirtieron en las corrientes más características de la escultura romana.
Tras la consolidación del imperio romano, otras influencias extranjeras, sobre todo orientales, determinaron una progresiva separación del canon griego hacia una simplificación formal de tendencia abstracta, que estableció las bases del arte bizantino, paleocristiano y medieval. Este proceso, sin embargo, se intercaló con varios períodos de recuperación del clasicismo, que además de fortalecer el vínculo simbólico con el pasado fueron útiles para el mantenimiento de la cohesión cultural y política del vasto territorio. Ni siquiera la cristianización del imperio pudo determinar la exclusión de referencias a la escultura clásica romana pagana, y hasta el siglo V, cuando la unidad política se rompió definitivamente, los modelos clásicos siguieron siendo imitados, pero adaptados a los temas del nuevo orden social, político y religioso que se había instaurado.
El estudio de la escultura romana ha demostrado ser un desafío para los investigadores por su evolución que es cualquier cosa menos lineal y lógica. Los intentos de imponer un modelo de desarrollo formal como un sistema orgánico sobre la historia de la escultura romana se muestran inexactos y poco realistas. A pesar de algunos desacuerdos entre los especialistas en muchos puntos, ya se tiene una idea más o menos clara sobre las características generales de cada etapa evolutiva, pero, cómo fue su desarrollo y cómo se transforman de una a otra etapa ha demostrado ser un proceso muy complejo y que aún está lejos de entenderse bien. Una tendencia duradera al historicismo y eclecticismo, aún más pronunciada que la observada durante el período helenístico, junto con la presencia de diferentes estilos, en esculturas producidas en el mismo momento histórico para distintas clases sociales, e incluso dentro de una sola clase, atendiendo a las necesidades de cada tema y situación, hacen que su comprensión sea aún más compleja.
Además del gran mérito intrínseco de la producción escultórica romana, el hábito generalizado de copias de obras anteriores griegas y alusiones al clasicismo griego a lo largo de toda su historia, incluso por los primeros cristianos, mantuvo viva una tradición y una iconografía que de otra forma podrían haberse perdido. Gran parte del conocimiento de la cultura y el arte de la Grecia antigua, y más, la escultura romana —junto con la griega— tuvo una importancia fundamental en la formulación de la estética del Renacimiento y el Neoclasicismo, que confirma su vitalidad y significado incluso en los tiempos modernos, y es considerado hoy como uno de los organismos artísticos más importantes de la cultura occidental, como lo demuestra el gran número de estudios especializados de que es objeto y de la fascinación que todavía tiene en el público en general.

## Escultura y sociedad romana

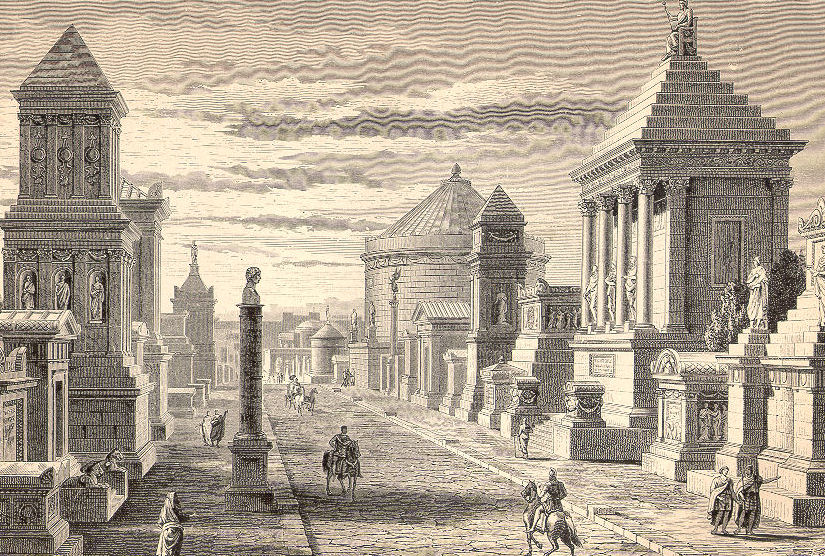
Reconstrucción de la Via Apia, en la antigua Roma.

La escultura romana del retrato nació para el emperador, más tarde se adaptó a otro tipo de personajes pudientes que pudieron costearse el trabajo de los artistas. Jaś Elsner dice:

Este tipo de imágenes, la búsqueda de los súbditos imperiales en todas las formas de la vida social, económica y religiosa, ayudó a construir una unidad simbólica entre los diversos pueblos que componían el mundo romano, enfocando su sentido de la jerarquía en una persona suprema. Cuando un emperador moría, sus herederos podían loar sus esculturas como a un dios —proclamando una continuidad en la sucesión y erigiendo templos en su honor—. Cuando un emperador era derrocado, sus imágenes eran violentamente erradicadas en damnatio memoriae, la supresión de la memoria que informaba a la población visualmente de los cambios en la autoridad política (...). El politeísmo no era una religión de escrituras y doctrinas, en la estructura de una Iglesia jerárquica y centralizada, era más bien un conjunto de lugares de culto, rituales y mitos, gestionados por las comunidades y, a menudo, por los sacerdotes hereditarios. Era ecléctico y diverso, amplio, pluralista y tolerante. Las imágenes y los mitos proporcionan las principales formas de «teología» en el mundo antiguo.

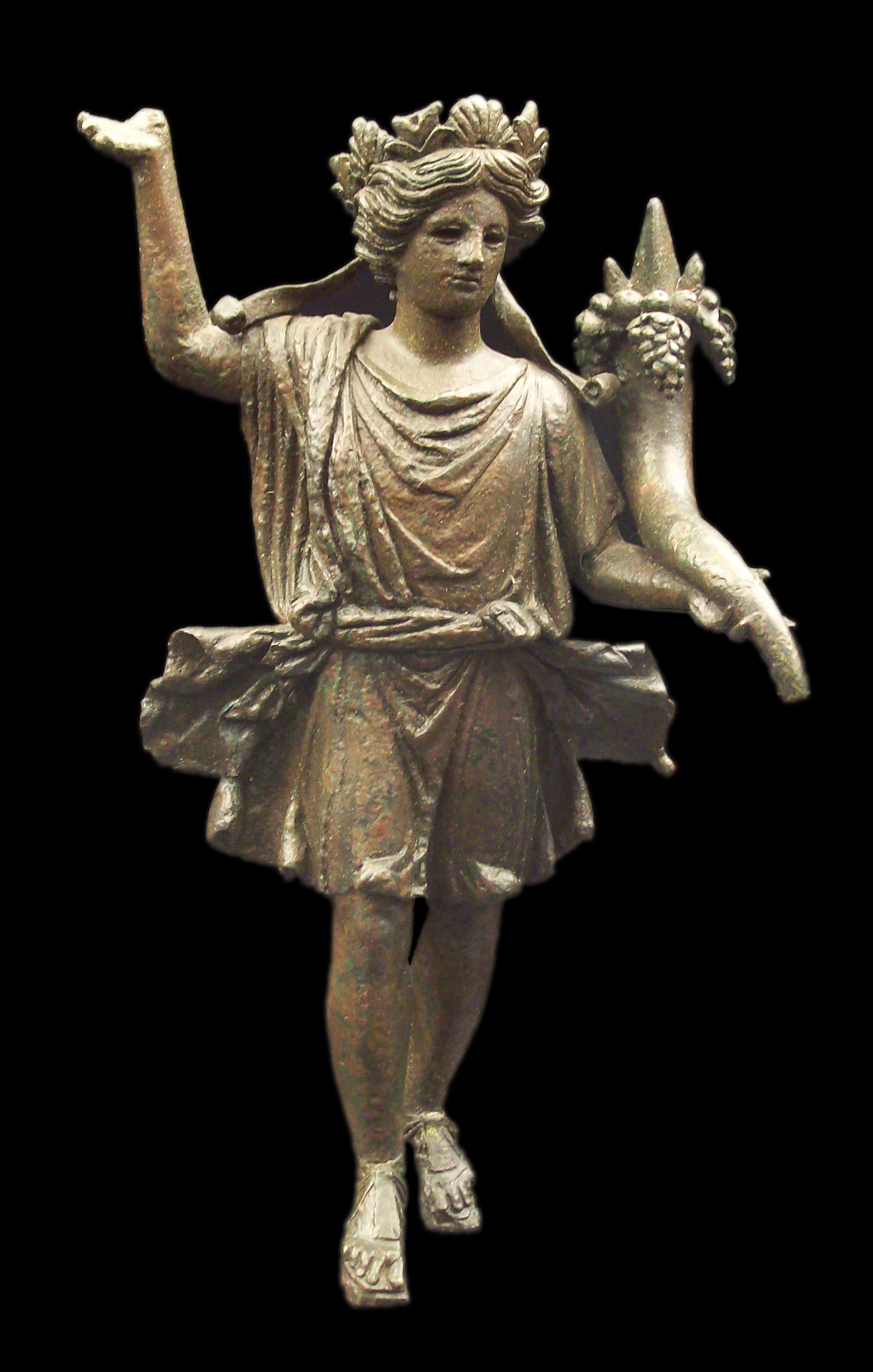
Lar de bronce del siglo I, (M.A.N., Madrid).

Cuando el cristianismo se convirtió en la religión oficial, el papel del arte cambió radicalmente, aunque no había perdido su importancia central. El Dios cristiano no era conocido a través de imágenes, sino a través de las escrituras, de sus profetas y comentaristas. Sin embargo, la escultura y su repertorio de representaciones naturalistas convencionales fue adoptada por la iglesia naciente para la composición de alegorías y continuó siendo practicada como decoración en el ámbito público y privado laico, como registro histórico o para el retrato hasta el final del imperio, incluso como forma de enfatizar la herencia clásica compartida por todos y con el fin de establecer la unidad cultural en un momento en que las periferias empezaban a desarrollar su propia cultura con un alto grado de independencia y se volvía cada vez más complicada la tarea de mantener el territorio unificado.

## Contexto histórico

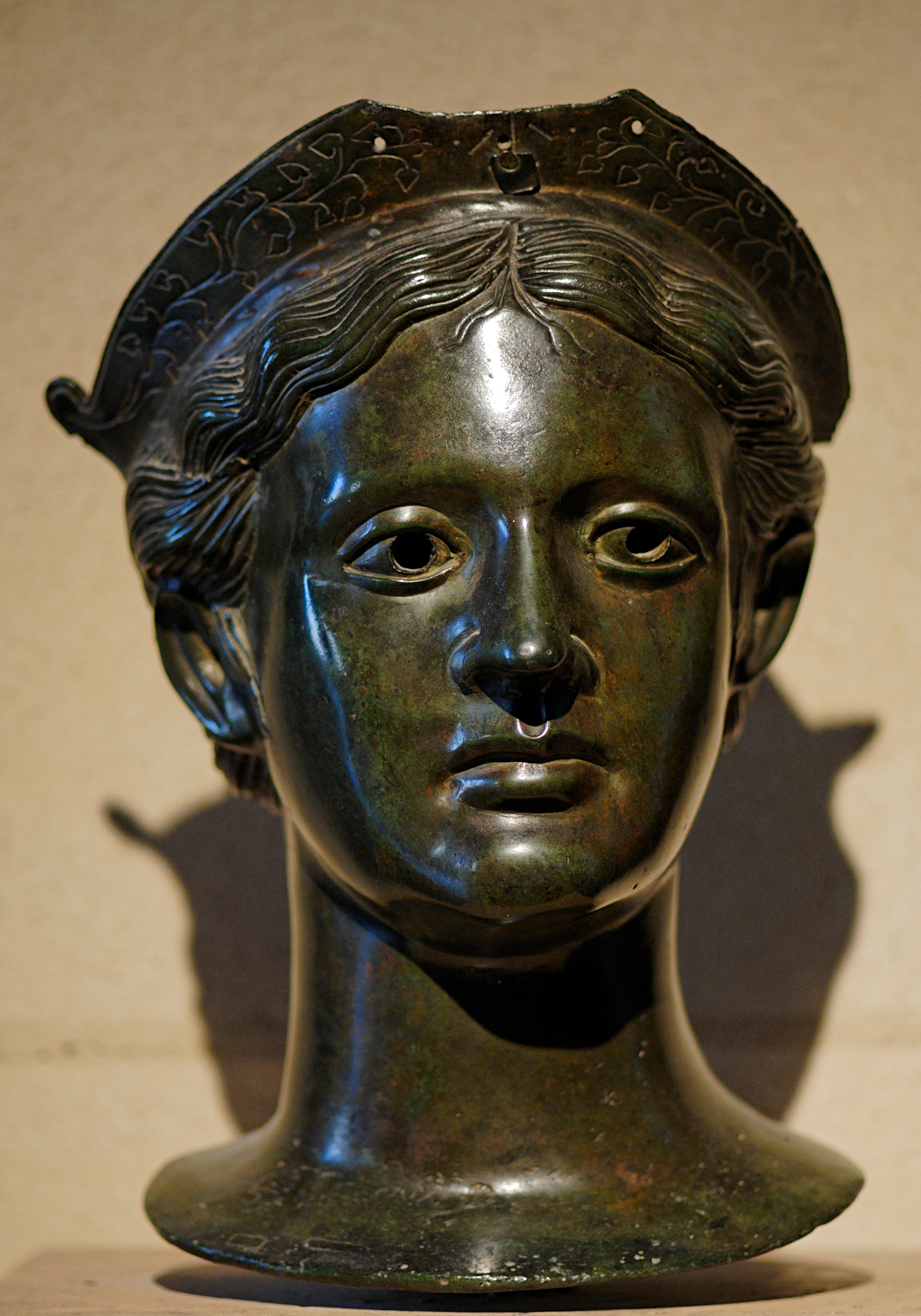
Escultura etrusca tardía, Museo del Louvre.

El origen de Roma es controvertida, probablemente fue fundada a mediados del siglo VIII a. C. por una mezcla de pueblos itálicos que vivían en la región del Lacio desde el siglo X a. C. Algunos sostienen la tesis de que fue fundada por los etruscos, que vivían en el norte, y un mito dice que su fundación se debe a Rómulo y Remo, descendientes de Eneas, héroe de Troya. Otras evidencias sugieren fuertemente la presencia de grupos de inmigrantes transalpinos, célticos y germánicos, que habrían dejado sus rasgos físicos en algunas familias de la aristocracia romana, como los Flavios (flavio significa rubio, en latín), y sido la causa de la presencia de nombres como Rufos y Rutilios (Rufo, pelirrojo y Rutilio, de cabello rojizo, en latín), en un pueblo de cabello oscuro, básicamente.

### Tradición etrusco-romana
Entre los siglos VII a. C. y VI a C. Los etruscos dominaron la parte norte central de la península itálica, y al menos algunos de los semi-legendarios reyes de Roma fueron etruscos. Su arte, que ya estaba en gran medida interpretado del periodo griego arcaico, se convirtió en el arte de los romanos. Así como harían más tarde con el arte griego, los romanos no solo copiaron los modelos etruscos sino que en sus guerras contra ellos, se apropiaron de sus obras de arte para la decoración de su capital. Las primeras esculturas realizadas en Roma de las que hay noticia datan del siglo VI a. C. y su estilo es totalmente etrusco. El famoso Apolo de Veyes, nos da una buena información sobre las tendencias estéticas vigentes en ese momento.

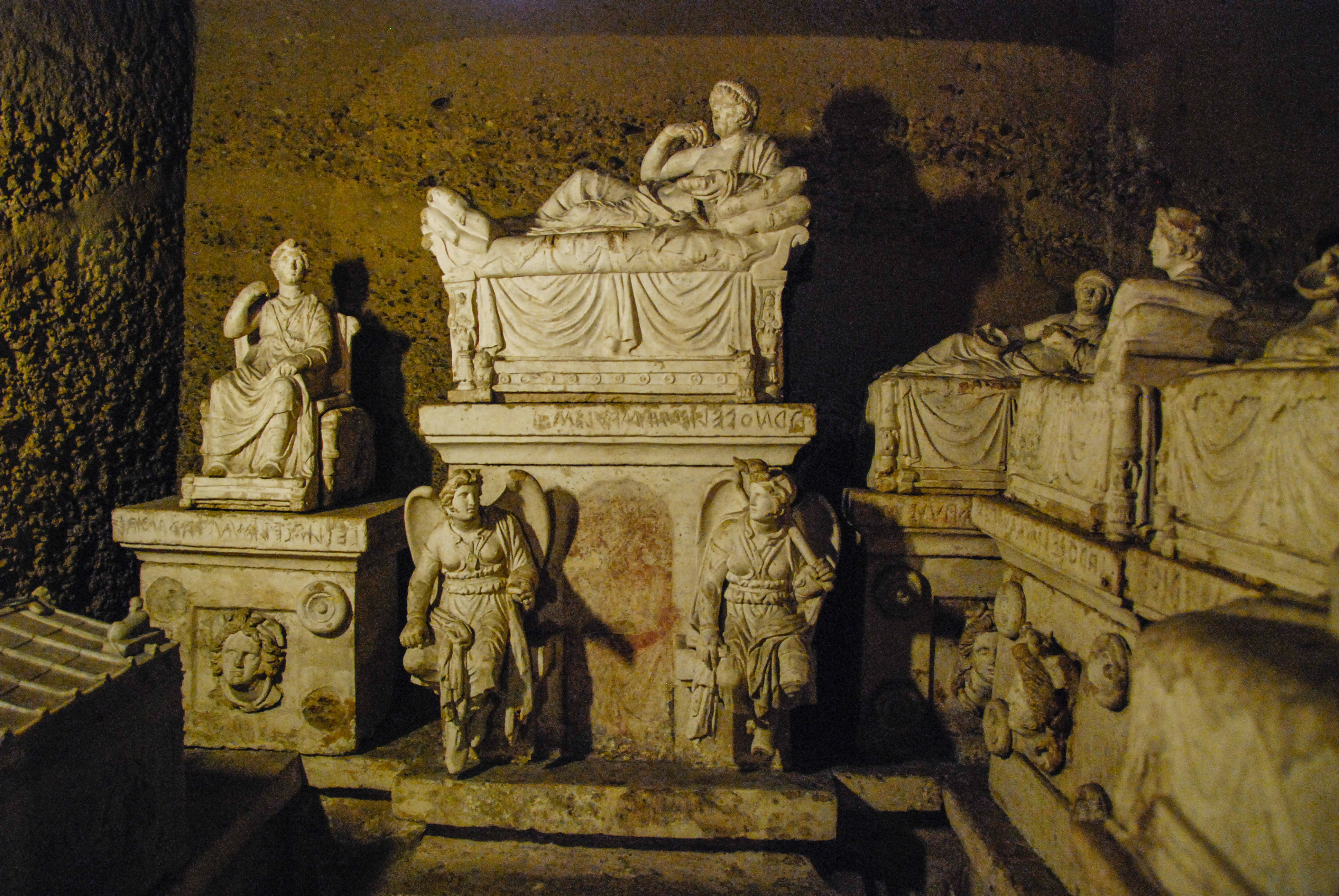
Hipogeo dei Volumni, en Perugia, arte etrusco de transición al dominio romano.

 Los etruscos eran expertos en diferentes tipos de esculturas, desde la estatuaria fúnebre y sarcófagos hasta los grupos monumentales, y en muchos aspectos se anticiparon a la estética de lo prosaico que los romanos desarrollarían más tarde. Fueron maestros en escenas de género, que representaban la vida común, personajes del pueblo en actividades características, y también en el retrato se mostraron artífices de primer orden.
Desarrollaron una tipología específica para las urnas funerarias, que consistía en una caja decorada con relieves y cerrada por una tapa en la que había un retrato del fallecido de cuerpo entero reclinado, a veces acompañado por su esposa, un modelo que los romanos adoptarían en muchos de sus sarcófagos. El Sarcófago de los esposos del Museo Nacional Etrusco, y el Hipogeo dei Velumni, una cripta en Perugia con varios sarcófagos, son ejemplos bien conocidos. A pesar del progresivo abandono de la tradición etrusca durante la época helenística que vendría después, se encuentran rastros de ella todavía en el momento de la época de Augusto.

### Helenismo y Neoclasicismo
Mientras tanto, Grecia evolucionaba hacia su clasicismo, cuyo apogeo ocurrió en el siglo IV a. C. En aquella época Roma inició su expansión hacia el sur, obtuvo la independencia de los etruscos después de casi un siglo de luchas por la supremacía regional, entrando en contacto más íntimo con el arte griego a través de las colonias de la Magna Grecia, cuya cultura sofisticada impresionó a los romanos. Los nobles de Roma empezaron a querer obras griegas en sus palacios, y se contrataban a artistas griegos para que realizaran copias de las composiciones helenas más célebres, a veces pagando precios fabulosos por ellas.
Un poco más tarde, Alejandro Magno, conquistó Grecia y llevó su arte hasta la India pasando por Persia y llegando a Egipto. El impacto de esta expansión tuvo dos significados, uno sobre los pueblos conquistados, definiendo nuevas orientaciones para su cultura y arte, y otro inverso, sobre la propia cultura griega que asimiló una variedad de elementos orientales. Con la fragmentación del imperio alejandrino después de la muerte del conquistador, se formaron varios reinos de raíz local —Bitinia, Galacia, Paflagonia, Ponto, Capadocia, el Egipto de la dinastía Ptolemaica—, que incorporaron nuevas costumbres griegas, evolucionando de manera propia. De esta fusión de influencias orientales y griegas se debe el nombre helenístico. El interés por el pasado fue un rasgo distintivo de la época. Fundaron los primeros museos y bibliotecas, como en Pérgamo y en Alejandría, hubo biografías de los más notables artistas, la crítica de arte se desarrolló y los viajeros describieron la geografía, la historia y costumbres de las diversas regiones que visitaban.

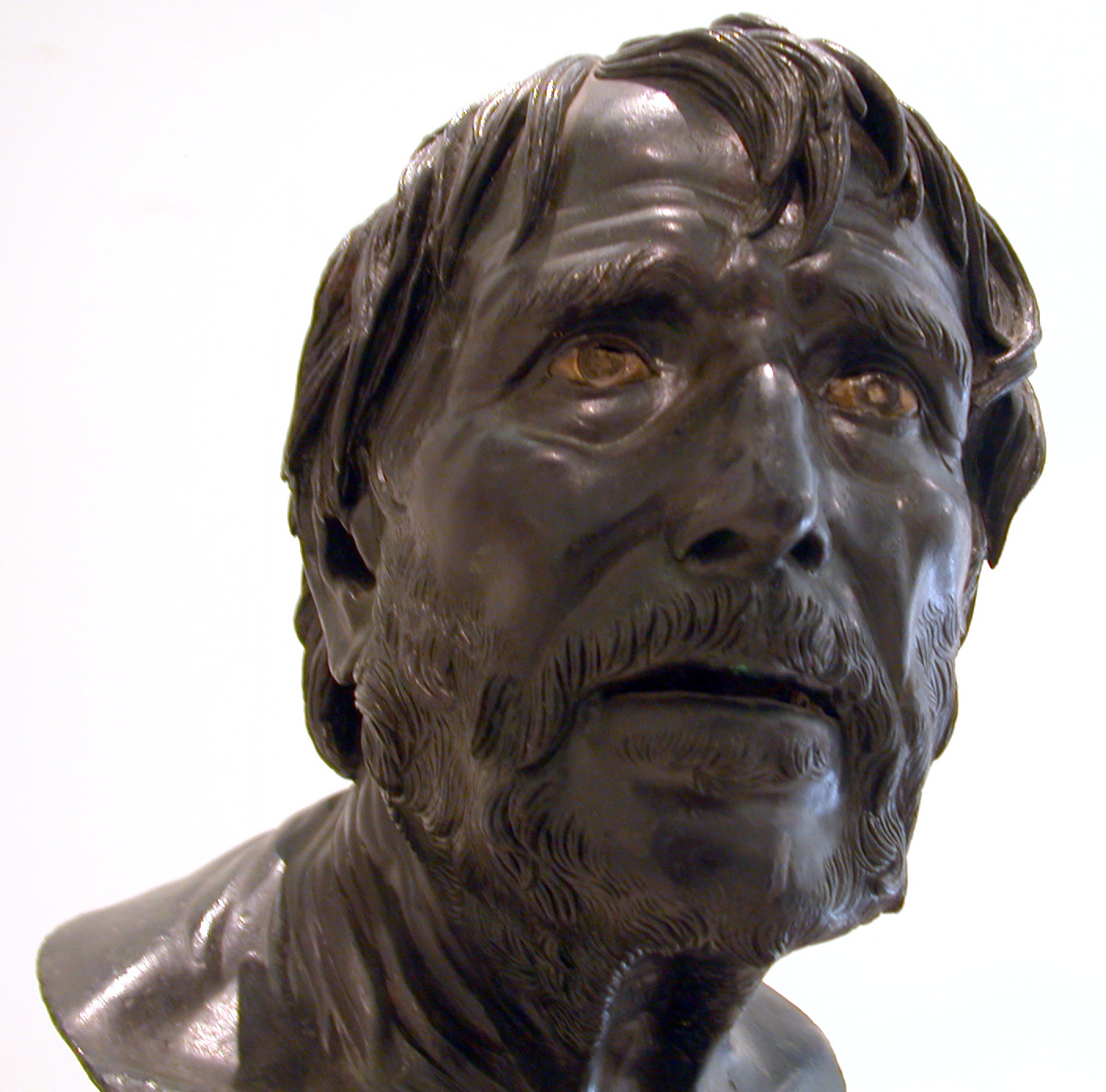
Pseudo-Séneca,, copia de un original helenístico del Museo Arqueológico Nacional de Nápoles.

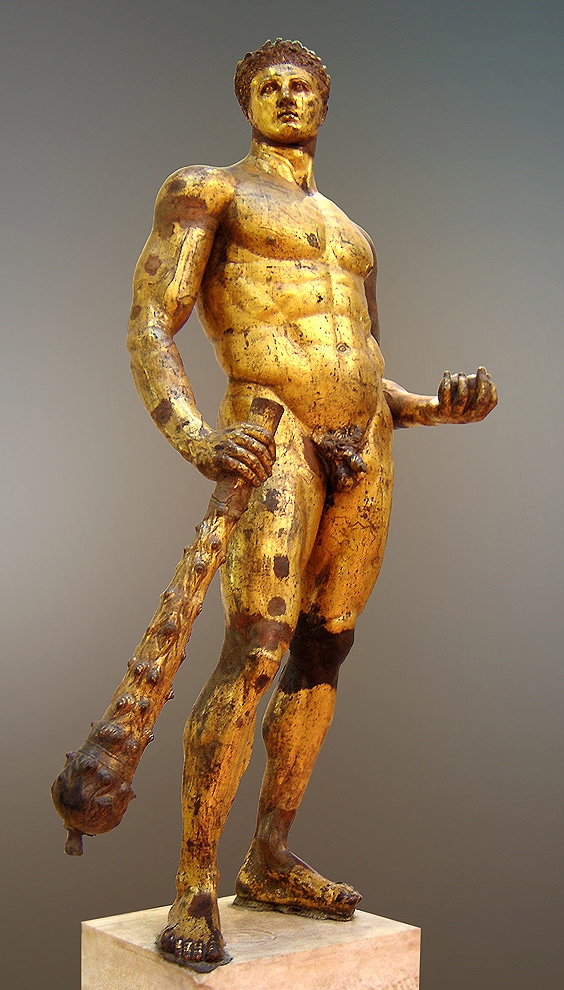
Hércules Capitolino, clasicismo, Museos Capitolinos.

El historicismo de la época dio lugar a que varios estilos anteriores fueran emulados en una síntesis ecléctica, pero con un progresivo laicismo en el tema y una preferencia por las obras dramáticas y en movimiento, cuya intensidad expresiva ha sido comparada por algunos con el estilo barroco. La infancia, la muerte y vejez, e incluso el humor, temas casi sin precedentes en el arte griego clásico, fueron introducidos y cultivados. Además, se desarrolló entre las élites de varias zonas el gusto por el coleccionismo de obras de arte, donde los romanos resultarían los más entusiastas.
En 212 a. C., los romanos conquistaron Siracusa, una rica e importante colonia griega en Sicilia, adornada con una profusión de obras de arte helenístico. Todo fue saqueado y llevado a Roma, donde sustituyó la línea de la escultura etrusca que todavía se cultivaba. El saqueo de Siracusa, fue el impulso final para el establecimiento definitivo de la norma griega en el corazón de la República, pero encontró también la oposición.
Catón denunció el saqueo y la decoración de Roma con las obras helénicas, consideró que era una peligrosa influencia para la cultura nativa, y deploró que los romanos aplaudieran las estatuas de Corinto y Atenas, y ridiculizaran la tradición decorativa en terracota de los antiguos templos romanos. Pero todo fue en vano. El arte griego había sometido el gusto etrusco-romano en general, al punto de que las estatuas griegas se encontraban entre los premios más codiciados de la guerra y eran exhibidas durante la procesión triunfal de todos los generales conquistadores.

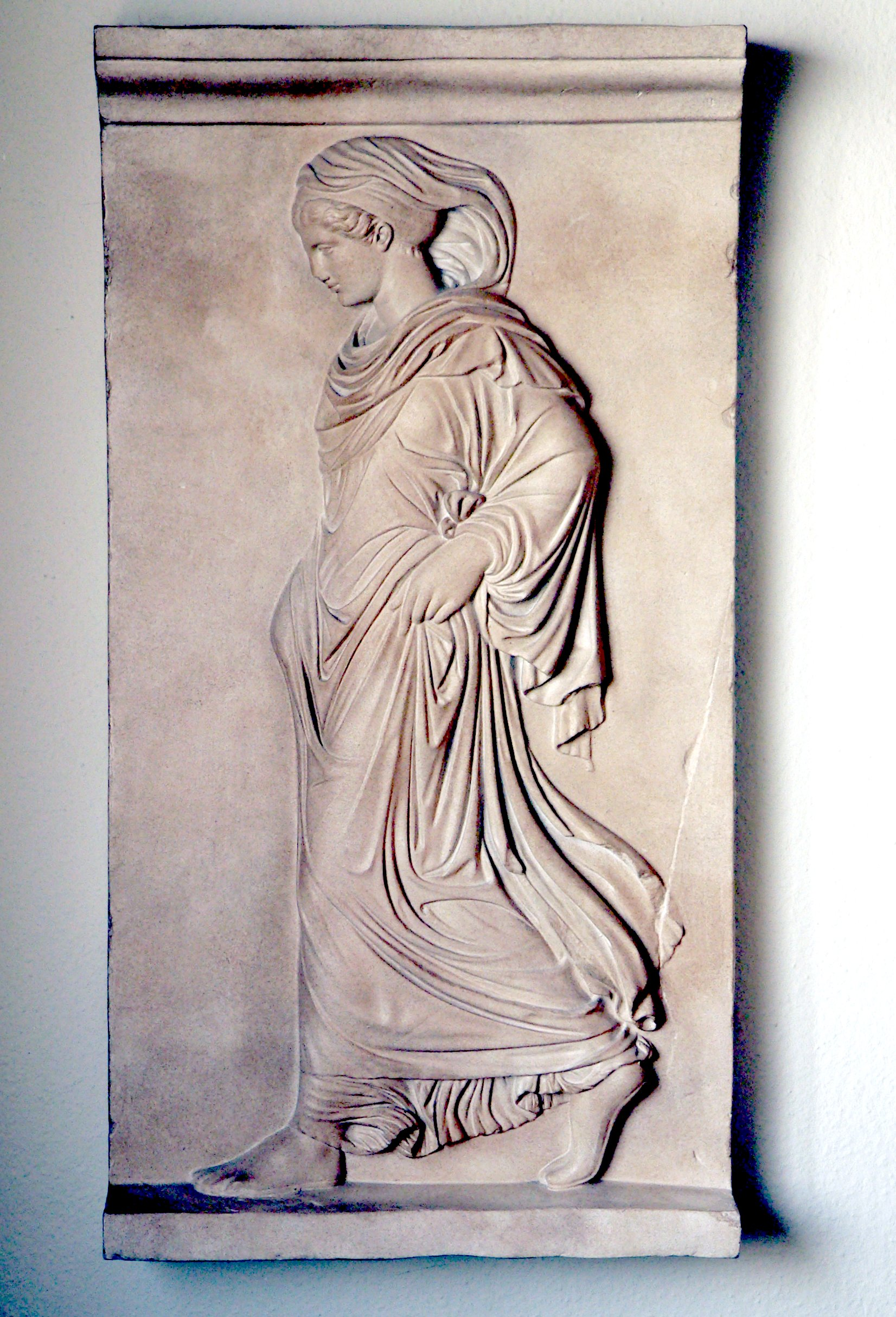
Gradiva, ejemplo de escultura de la escuela del neoaticismo.

 En el triunfo de Lucio Emilio Paulo Macedónico tras la conquista de Macedonia en el 168 a. C. desfilaron doscientas cincuenta carrozas llenas de estatuas y pinturas, y después de la conquista de Acaya en el 146 a. C., que decretó el fin de la independencia griega y su sumisión al Imperio Romano, Plinio dice que Lucio Mumio, literalmente llenó Roma de esculturas. Poco después, en el 133 a. C., el imperio recibió en herencia el reino de Pérgamo, donde había una escuela pujante y original de la escultura helenística. —El enorme Altar de Pérgamo, el Gálata suicida, o el intensamente dramático grupo Laocoonte y sus hijos, fueron tres de las creaciones más impresionantes de esta escuela helenística.—
Los artistas griegos se establecieron en Roma después de que Grecia fuera conquistada en el 146 a. C., y muchos de ellos empezaron a producir copias de las esculturas griegas más famosas, que eran populares en Roma. Esta escuela helenística reprodujo los modelos de Praxíteles, de Lisipo y obras clásicas del siglo V a. C. En esta escuela neoática de Roma destacó entre otros el escultor Pasiteles, originario de la Magna Grecia, aunque convertido en ciudadano romano. Fue famosa la recopilación que hizo en un catálogo de las esculturas más famosas del mundo. Como escultor se le atribuyen un Júpiter en oro y marfil y numerosas obras en bronce. La escuela del neoaticismo representa la primera aparición en la historia de un movimiento que legítimamente puede ser llamado neoclasicismo.

## Imperio romano
Un cambio en la tendencia puramente griega y en la formación de una escuela nacional de escultura en Roma se produjo entre finales del siglo II a. C. o inicios del siglo I a. C. Un buen ejemplo es el Altar de Enobarbo, considerado un precursor inmediato del gran arte imperial de Augusto. Creado como una ofrenda de Cneo Domicio Enobarbo por el fin de la campaña militar en Brindisi fue instalado delante del templo de Neptuno, que se había construido al mismo tiempo. El altar fue decorado con varios frisos, algunos con escenas mitológicas más o menos convencionales y comunes en la tradición griega. En uno de ellos hay una escena de culto, que representa a un sacerdote preparando un sacrificio, a sus lados se encuentran los soldados y otros asistentes, que ya muestran la evidente transferencia del estilo clásico tradicional hacia un tema narrativo típicamente romano, una crónica de la vida diaria y al mismo tiempo, el éxito de su modelo político.

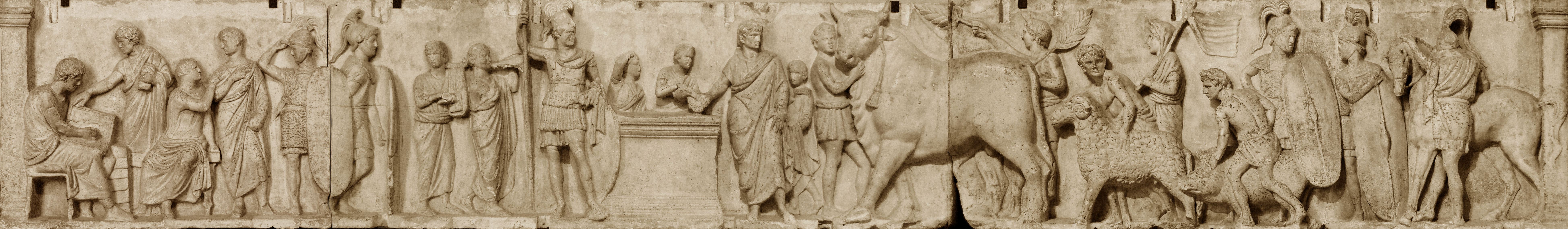
Escena del sacrificio del altar de Enobarbo, Museo del Louvre, París.

Con Augusto, Roma se convirtió en la ciudad más influyente del imperio, y también el nuevo centro de cultura helenística, como lo habían sido antes Pérgamo y Alejandría, atrayendo a un gran número de artesanos griegos. Así como los sucesores de Alejandro habían contribuido a la supervivencia del arte griego, enriqueciéndola con nuevos temas, ahora, en la era augustal, Roma quiso dar su propia contribución a la continuidad y la renovación de una tradición que ya había conseguido prestigio durante siglos y había dictado el carácter de todo el arte producido allí. Pero más que la sola transferencia de la atención cultural a Roma, que dio lugar a un cambio en lo que era hasta entonces puramente griego y el surgimiento de una escuela romana, fue la formación de la idea de imperio y la aplicación de la técnica griega para la temática típica de esta nueva Roma.
En la consolidación del imperio fue de gran importancia la acuñación de monedas, que son en realidad bajorrelieves en miniatura. Julio César legalizó en Roma la práctica helenística y oriental de impresión de la efigie con el gobernante vivo en las monedas, donde hasta entonces solo había imágenes de dioses o personajes históricos fallecidos, y Augusto dirigió esta práctica con mayor conciencia y pragmatismo político, imponiendo su presencia visual y el mensaje del gobierno en la vida cotidiana de todos los ciudadanos, y que ilustran cómo el arte y la agenda política podían unir esfuerzos para garantizar un sistema de control social a gran escala. Este uso podía ejercer presión sobre la sociedad, corrían historias sobre la inaceptabilidad de las monedas que mostrasen la imagen de emperadores odiados como Nerón.

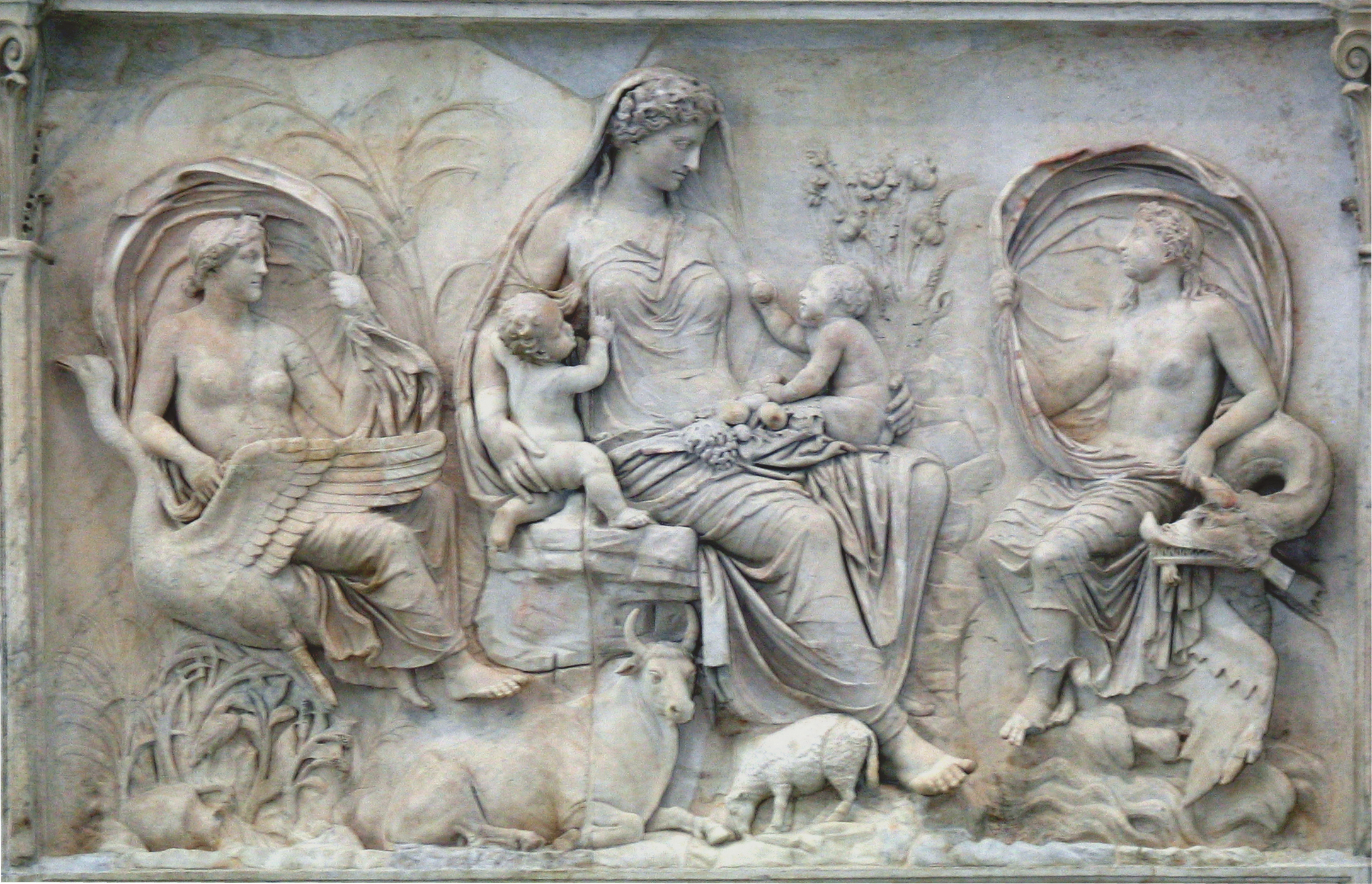
La representación de Tellus en el Ara Pacis.

El primer gran monumento de la escultura imperial fue el Ara Pacis entre el 13 y el 9 a. C., también obra maestra de la arquitectura romana. Dedicado a la diosa Pax, celebraba el éxito del regreso del emperador Augusto tras sus victorias en las campañas de Galia e Hispania. El monumento está decorado con frisos y relieves escultóricos que muestran procesiones, escenas alegóricas de la mitología y sacrificios. En una escena se representa a Tellus, la Madre Tierra, en una interpretación muy diferente de su homóloga griega, Gea. Aquí se la personifica con una fuerza violenta e irracional de la naturaleza, como se veía en vasijas griegas, pero es una imagen realmente delicada y maternal de protección y nutrición. Otras escenas enfatizan los beneficios de la Pax Augusta, y proporcionan una visión clara de los valores que en ese momento tenían los romanos como verdaderos —una idea afirmada en repetidas ocasiones en la poesía laudatoria de la época—. Además, Strong afirma que en este inmenso altar aparece por primera vez en el arte grupos donde tanto espectadores como protagonistas participan de una misma escena, pero añade:

Un extenso estudio de los relieves del Ara Pacis tiende a mostrar que estamos en presencia de un arte en estado embrionario, aún lejos de la madurez, el escultor es heredero de la vasta experiencia del arte helenista, pero todavía no ha aprendido a seleccionar. Parece oprimido por la novedad y la grandeza del tema, y la indecisión sobre cómo se debe representar, se encuentra como probando un poco de todo. Pero vale la pena intentarlo, y a partir de aquí, en más de un siglo de práctica, se podrán observar los triunfos del arte flaviano. Los artistas de la época Augusta no eran ni académicos ni decadentes, ni siquiera imitadores. Eran pioneros recorriendo nuevos caminos que necesitaron más de cien años para ser plenamente explotados.
Strong, Eugénie (1969) p.56

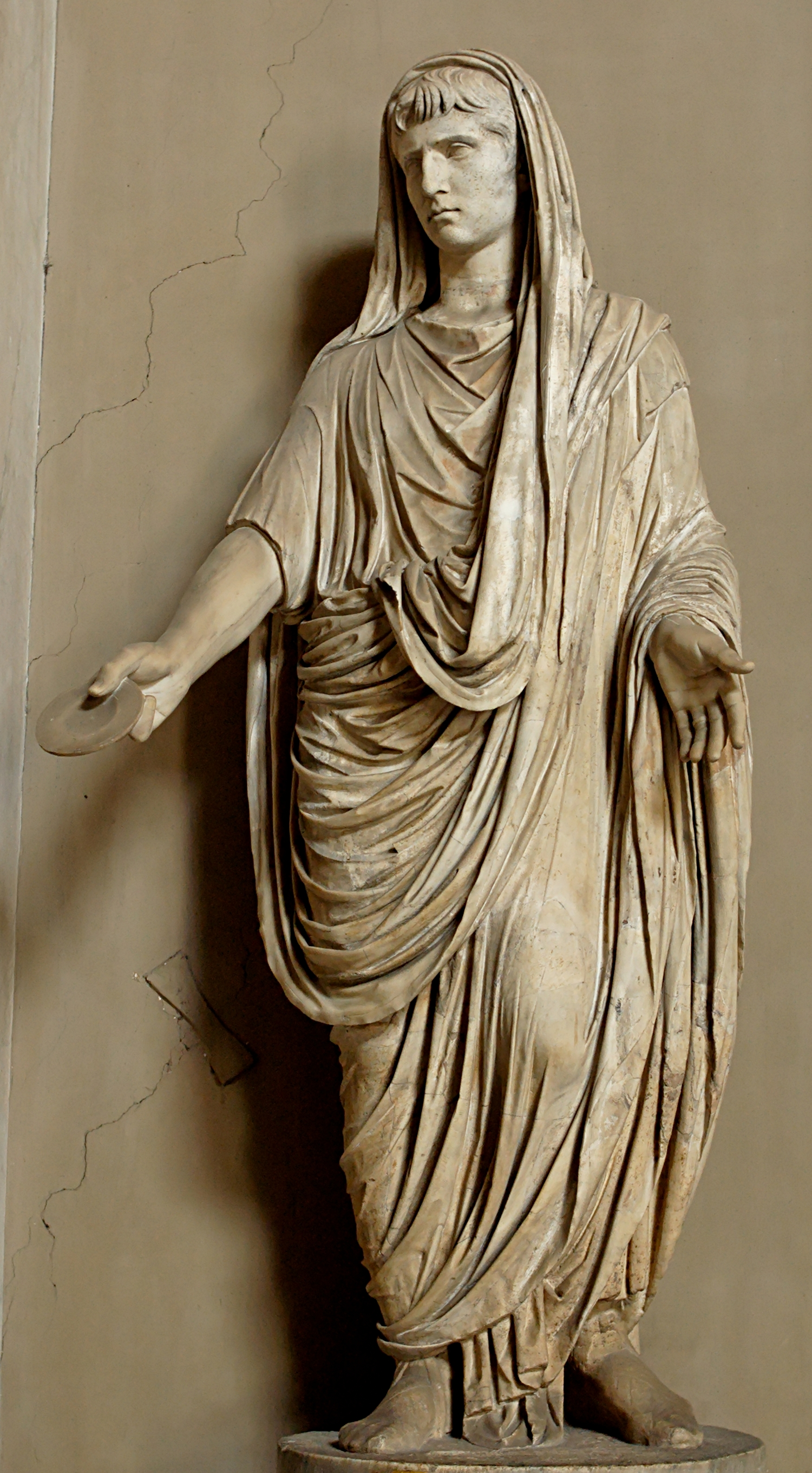
Genio de Augusto Museo Pío Clementino.

Si en términos puramente artísticos la madurez tuvo que esperar algún tiempo para desarrollarse, en términos ideológicos, el trabajo estaba bastante adelantado. Augusto demostró ser un gobernante capaz, y que contaba con el apoyo del pueblo. Desde su primer consulado, fue acumulando los honores hasta serle ofrecido el Imperio por el Senado y el estatus de «Augusto» a petición del pueblo. Su reinado fue un período de relativa paz y prosperidad. Organizó su país y fomentó las artes, no sin aprovecharse de ellas para promover su imagen personal, como era un uso generalizado entre los poderosos. Sobreviven muchas de las estatuas del emperador en los museos del mundo, mostrándolo con una variedad de atributos, militares, civiles y divinos. Una de los más famosas es Augusto de Prima Porta, que en realidad es una reelaboración sobre el Doríforo de Policleto, demostrando que a pesar de los cambios sensibles en la cultura de su tiempo, la tradición griega seguía siendo venerada y los modelos más antiguos copiados, tanto por sus cualidades intrínsecas como por representar para la cultura romana una paternidad que le donaba mayor dignidad a la nueva condición de la Roma imperial, con la figura del emperador como el mayor de todos los mecenas y héroes.
Otros historiadores consideran a la dinastía Julio-Claudia como un período de grandeza en el arte romano. Los aspectos que Strong considera indicativos de una fase de incertidumbre sobre la estética —el espíritu mismo de la investigación en varios frentes, la búsqueda de nuevos efectos de iluminación y tratamiento de superficies, nuevas formas para crear un sentido narrativo eficaz, estudiando la naturaleza y tratando de resolver los problemas de representación de los grupos en la perspectiva— se registran también como signos de consolidación de una escuela nacional de escultura genuina, se refuerza esta impresión en los logros en el campo de los retratos que se venían sucediendo desde la República. Sin embargo, es cierto que la influencia del neoclasicismo de la Escuela Ática se mantuvo firme, y modelos griegos idealizados siguieron siendo utilizados para la difusión de la majestad imperial, combinados con un gusto por la semblanza estableciendo un modelo innovador que fue seguido aún por muchos años.

## Técnicas de escultura

### Retrato

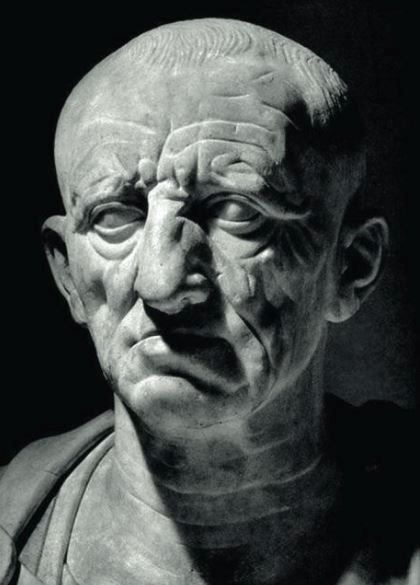
Detalle de un busto de Marco Porcio Cato Uticense, circa 80 a. C.

En el retrato es donde Roma da su contribución más característica de la tradición fundada por los griegos, una contribución que ha madurado mucho antes que en otros tipos de esculturas y que hicieron que el desarrollo de la escultura en Roma, se dividiera en dos campos, con diferentes patrones de evolución, el retrato y los otros tipos. Desde la época de la República el retrato fue muy bien valorado y con el tiempo osciló cíclicamente entre una tendencia clasicista idealizante y otra de gran realismo, derivada en parte de la expresividad típica del arte helenista. Y entre los retratos, el busto y la cabeza eran las formas más frecuentes. Retratos de cuerpo entero fueron menos comunes, aunque no raros. La preferencia por el busto y la cabeza es un rasgo cultural típico romano que creó un enorme mercado en toda la cuenca mediterránea, y se explica primero, por razones económicas, siendo mucho más barato que una estatua completa, pero también por el convencimiento de una mejor identificación individual que prevaleció entre ellos. Para los romanos era la cabeza y no el cuerpo ni los trajes o accesorios, los atributos del centro de interés en el retrato.
Robert Brilliant afirma:

...la identidad específica del sujeto, establecida por los rasgos particulares de la cabeza, había sido concebida como un apéndice simbólico que no tuvo en cuenta la integridad del cuerpo. Parece que los escultores crearon sus cabezas como la clave principal para la identificación, y se inserta en una bien orquestado parecido en el concepto, si no en su intención, en los guiones preparados, con una abertura para el rostro, —común entre los fotógrafos del siglo XX—. De hecho, innumerables estatuas sin cabeza que sobreviven de la antigüedad son similares a los escenarios sin actores, especialmente cuando el cuerpo fue hecho por los ayudantes con anticipación, esperando que la cabeza fuera tallada por el maestro escultor.

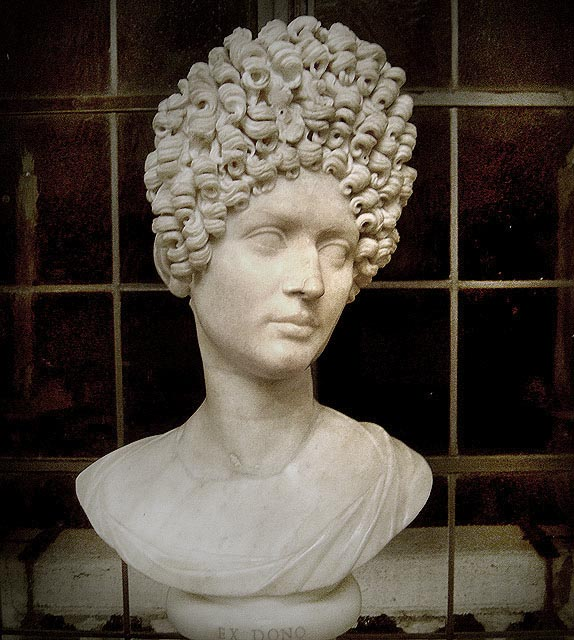
Retrato de matrona de la dinastía Flavia, con la técnica de perforación en el peinado.

Con la ascensión de Vespasiano, fundador de la dinastía Flavia, el estilo mixto del idealismo y el realismo practicado por los artistas de la dinastía Julio-Claudia sufrió un cambio, con la reanudación de las formas helénicas y con una gran énfasis en la descripción realista del sujeto, incluso cuando se trataba del emperador. La técnica también se amplió con un uso innovador de perforación, y los retratos femeninos de esta fase están generalmente adornados con peinados muy complicados.

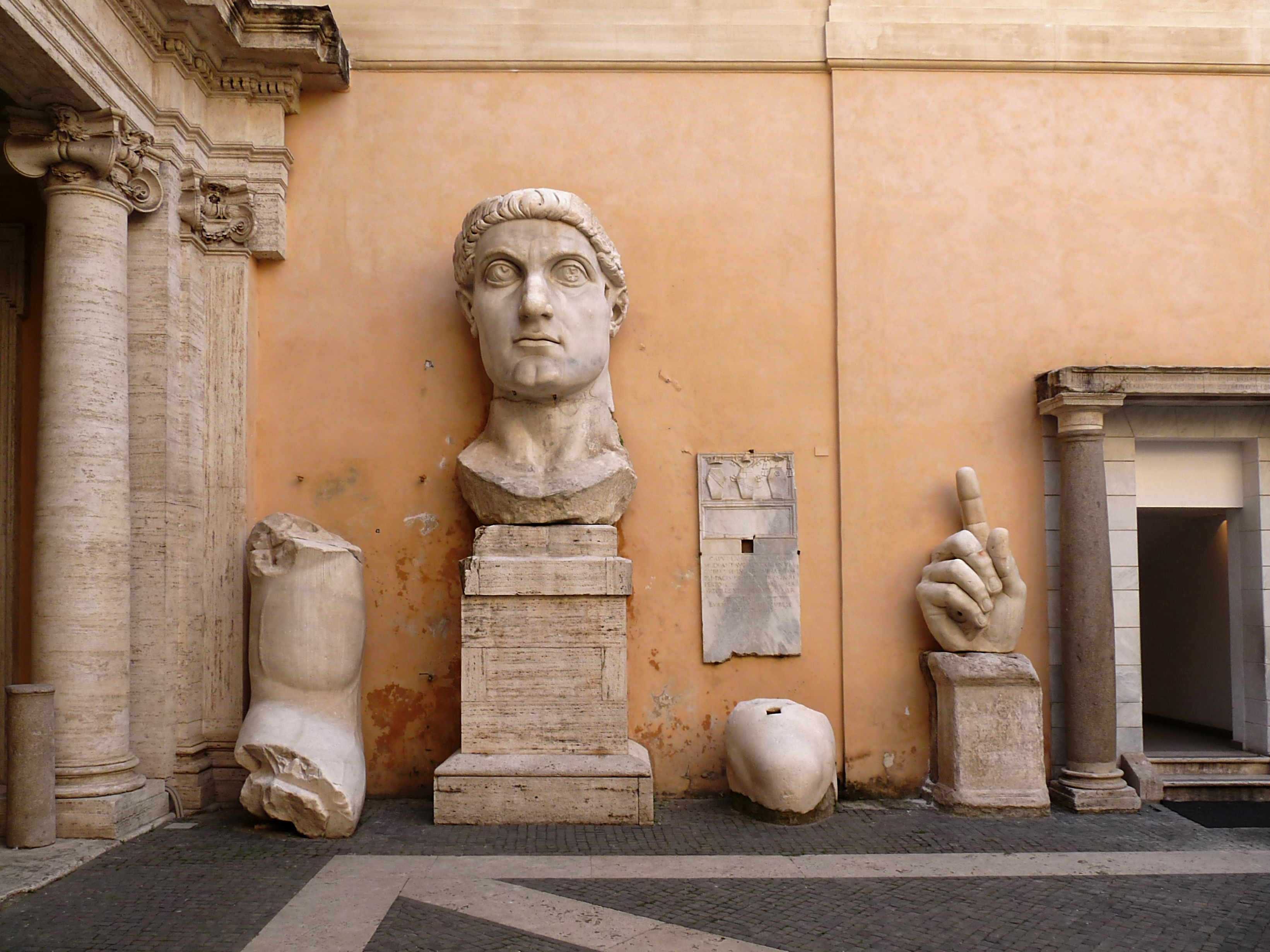
Retrato monumental del emperador Constantino el Grande.

 Con Trajano, sin embargo, los cambios en este nuevo ciclo se inclinaron hacia la idealización, llevado a un grado aún mayor con Adriano, cuyas preferencias helenistas estaban bien marcadas. Los retratos de Marco Aurelio, también presentan la caracterización realista, mostrando un paso más hacia la descripción, consiguen un alto grado de expresividad y tienen un gran impacto en el arte de todo el imperio. Pero entonces, mediante la influencia oriental y el interés en los elementos geométricos consiguen que los retratos adquieran un aspecto progresivamente más estilizado y abstracto. Con Constantino esta tendencia llega a su punto más alto, junto con una sensación de monumentalidad que recuerda el clasicismo de la época de Augusto. El estilo desarrollado bajo su reinado sería un precursor directo del arte bizantino y representa el final de la edad de oro de la escultura romana.
Mientras que los emperadores utilizaban los retratos principalmente para la reafirmación del poder y su programa político, en la esfera privada se utilizaban en el contexto funerario. Bustos, acompañados de inscripciones, elenco de familiares y amigos del fallecido decoraban altares, tumbas y urnas cinerarias. Esta tradición estaba vinculada a una larga historia de mostrar máscaras mortuorias de cera o terracota de antepasados ilustres en las procesiones funerarias de la élite romana, para celebrar y demostrar su linaje patricio. Estas máscaras estaban orgullosamente guardadas en el santuario familiar, el lararium, junto con bustos en bronce, terracota o mármol. Se supone que la costumbre de la confección de máscaras mortuorias, que copian con exactitud las características faciales de los muertos, fue una de las causas para el desarrollo del gusto para el realismo de los retratos romanos.

### Estatuas

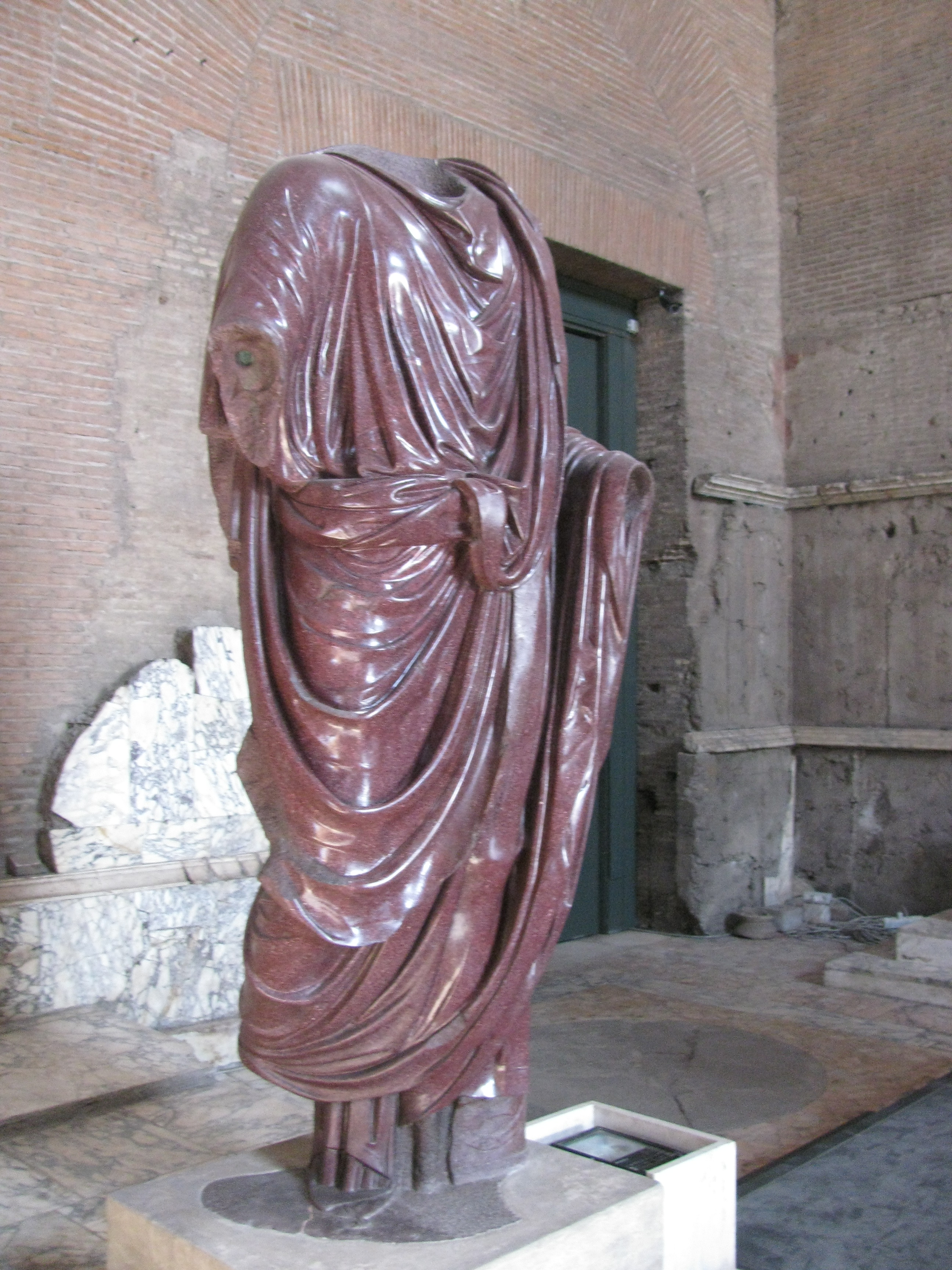
Torso descubierto cerca de Curia Julia —se cree que es una estatua imperial de Trajano o Adriano—. Expuesto en la Curia (Foro romano).

En el caso de la estatuaria cuando representaban los retratos del emperador deificado, especialmente en períodos en que la descripción realista estaba en vigor con más fuerza, se observa de inmediato una incongruencia entre la forma de representación del cuerpo y la cabeza. Mientras que la cabeza se mostraba a menudo con todos los signos del envejecimiento, los cuerpos estaban representados de acuerdo con los antiguos cánones de la escultura clásica griega, idealizados con una eterna juventud y fuerza. Estas obras extrañas, a los ojos modernos, acostumbrados a disfrutar de una estatua como un todo homogéneo, resultan comprensibles cuando se recuerdan las convenciones que regían el arte del retrato antiguo, y cuando sabemos que las estatuas eran para los romanos una especie de simulacro simbólico y no una realidad.
Así, se ha sugerido que en realidad se trataba de un acuerdo entre dos partes diferentes, una para representar el cuerpo en términos simbólicos y otra para la representación descriptiva de la cabeza con el fin de poder identificar claramente al personaje, con un rechazo de la interpretación literal del conjunto. Las mismas convenciones parecían regir la estatuaria privada a la hora de representar el genio del sujeto, y en este caso pertenecía al grupo de los monumentos funerarios. Con el mismo propósito se hacía a menudo simplemente sustituyendo la cabeza de una célebre estatua de un dios por la de un patricio romano o del emperador, pero parece no haber existido ninguna dificultad para los romanos en la diferenciación clara entre las estatuas de culto y estatuas simbólicas, entre una estatua de un dios y una estatua de una persona como un dios. Tampoco se dudaba en simplemente quitar la cabeza de una estatua de cualquier otra persona y reemplazarla por otra, cuando se llevaba a cabo alguna damnatio memoriae. Esta práctica fue comentada de manera natural en la literatura de la época, lo que confirma la independencia entre la cabeza y el cuerpo en el imaginario romano.
Otros tipos de estatuas, decorativas y de culto, en el arte romano no añade nada esencialmente nuevo, y sus ejemplares, aunque muchos de gran calidad, no muestran nada que no hubiese sido experimentado a fondo antes por los griegos clásicos y helenistas, las copias romanas de obras de esta producción seminal continuaron produciéndose hasta el siglo V. Sin embargo, desde el siglo segundo, y con mayor fuerza a partir de Constantino I, la creciente penetración de la influencia oriental determinó una progresiva eliminación, con algunos períodos de recuperación, del canon griego, conduciendo a la formación de un estilo sintético y de abstracción que sería el puente para el establecimiento del arte bizantino.

### Sarcófagos

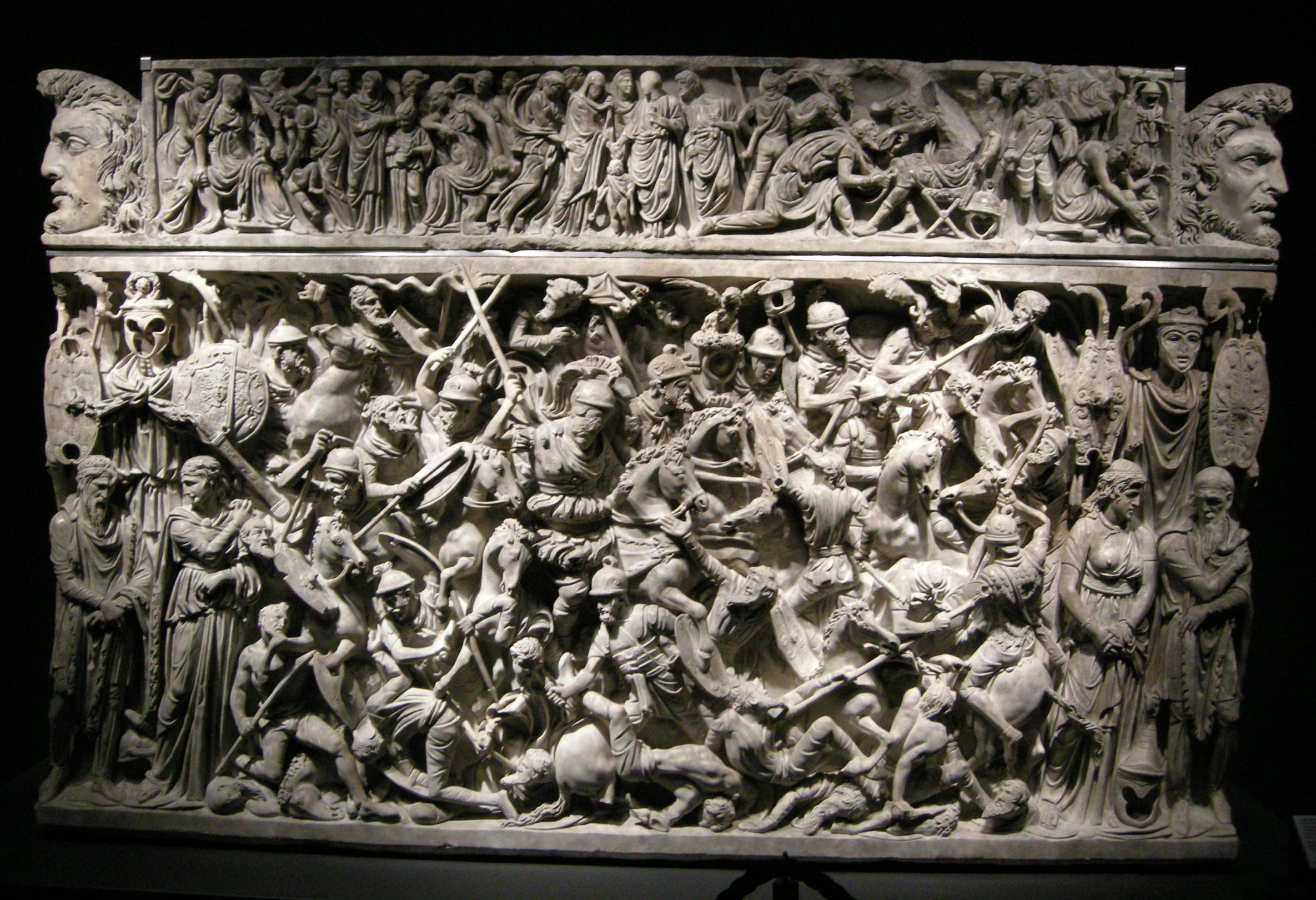
Sarcófago decorado con una escena de lucha entre romanos y germánicos, c. 180–190. Museo Nacional Romano.

El uso de los sarcófagos era común entre etruscos y griegos, pero en Roma se usó extensivamente solo desde el siglo II, cuando la costumbre de la cremación de los muertos fue sustituida por el entierro, y se extendió por todo el imperio. Su producción se estableció en tres centros principales —Roma, Ática y Asia— y se dividió en algunos modelos diferentes. Uno, el más común, era una caja decorada con relieves figurativos y con una cubierta más o menos lisa, otro tipo mostraba otra cubierta también decorada, que podrían incluir los retratos escultóricos del cuerpo completo de los fallecidos, como si estuvieran sentados en un banquete, era un modelo que derivaba del arte etrusco. Ambos dieron lugar a los ejemplares decorados con relieves de extraordinaria sofisticación y complejidad. Un tercer tipo, confinado en Roma, tenía una decoración abstracta o floral y cabezas de animales, principalmente leones, en los extremos. De todos modos había mucha variación y la mezcla entre estos modelos y su calidad y riqueza decorativa dependía de la riqueza de la familia que realizara el encargo.
El centro de producción asiático se caracterizaba por una preferencia de cajas de gran tamaño y con formas arquitectónicas, con columnas a su alrededor y estatuas entre ellas, tenía una imitación de puerta en dos de sus laterales con placas ornamentadas, y un techo en forma de prisma con acroteras, simulando una verdadera casa o templo, y algunos podían tener una plataforma para su colocación en alto. Este tipo, a diferencia de los otros, fue decorado con frecuencia por los cuatro costados y podía ser un monumento independiente, instalado al aire libre en cualquier necrópolis, mientras que los otros, aparecían usualmente en nichos de tumbas y su decoración se resumía a las partes que eran visibles. La práctica romana de enterramiento en sarcófagos se continuó en la era cristiana, constituyendo uno de los principales medios para el desarrollo de la iconografía religiosa.

Columna de Trajano,

### Relieves arquitectónicos
En la tradición de los altares monumentales, columnas conmemorativas y arcos triunfales, los relieves decorativos empleados en estas arquitecturas fueron un campo fértil para el desarrollo de un estilo narrativo típico romano. Ejemplos clásicos precursores fueron, el Altar Enobarbo y el Ara Pacis. Otro que merece tenerse en cuenta es el friso de la Basílica Emilia (c. 54-34 a. C.) en el Foro romano, en un estilo helenizante vigoroso, con drásticos escorzos y complementado con escenas de paisajes. De la dinastía Julio-Claudia casi nada sobrevivió, pero una prueba que puede dar una idea del estilo de este período es un friso encontrado en Roma, que muestra una procesión de magistrados y sacerdotes que llevan estatuillas votivas, junto con ayudantes, animales, músicos y otras figuras. Su interés reside en el efecto de la perspectiva aérea producida por la inserción de las figuras en el segundo plano encima de la línea de la procesión, un recurso que más tarde fue ampliamente utilizado en escenas históricas.
La decoración del Arco de Tito (c. 81-82) ha sido considerada como el punto más alto del estilo de Flavio. Los paneles que lo decoran y que muestran el triunfo de Tito tienen excelentes cualidades de estética y demuestran una gran habilidad en el uso del escorzo para la representación de la cuadriga del emperador, donde el carro aparece de frente hacia el espectador pero el artista puede crear la impresión de que está haciendo un giro a la derecha. El otro panel, representa el saqueo de Jerusalén, utiliza el mismo recurso, en otro contexto, y ambos tienen su efecto ilusorio reforzado por el uso racional de la luz y la sombra. Pero sí es difícil hablar de un «estilo flavio», ya que en otros lugares se encontraron relieves más estáticos, de índole bastante clasicista.
Del reinado de Trajano es la famosa Columna de Trajano, que conmemoraba la campaña en Dacia entre el 101 y 106. Es una gran columna completamente cubierta por un friso continuo que forma una espiral hacia la parte superior, es un ejemplo perfecto del estilo narrativo de los relieves históricos romanos. Los episodios se funden unos en otros sin interrupciones, excepto de vez en cuando con un árbol de separación. Trajano aparece varias veces en diferentes situaciones. En total son casi 2500 figuras talladas, y el nivel técnico se mantiene en todo el conjunto. Una característica innovadora es el abandono de la perspectiva y el uso de figuras desproporcionadas con su paisaje circundante, lo que delata la influencia oriental que penetró por aquel momento. Hoy solo vemos las formas de mármol, pero su efecto cuando fue completada debió de ser sorprendente ya que de acuerdo con la práctica de aquel tiempo, todas las escenas fueron pintadas y adornadas con detalles de metal. Es posible que su autor fuera Apolodoro de Damasco.

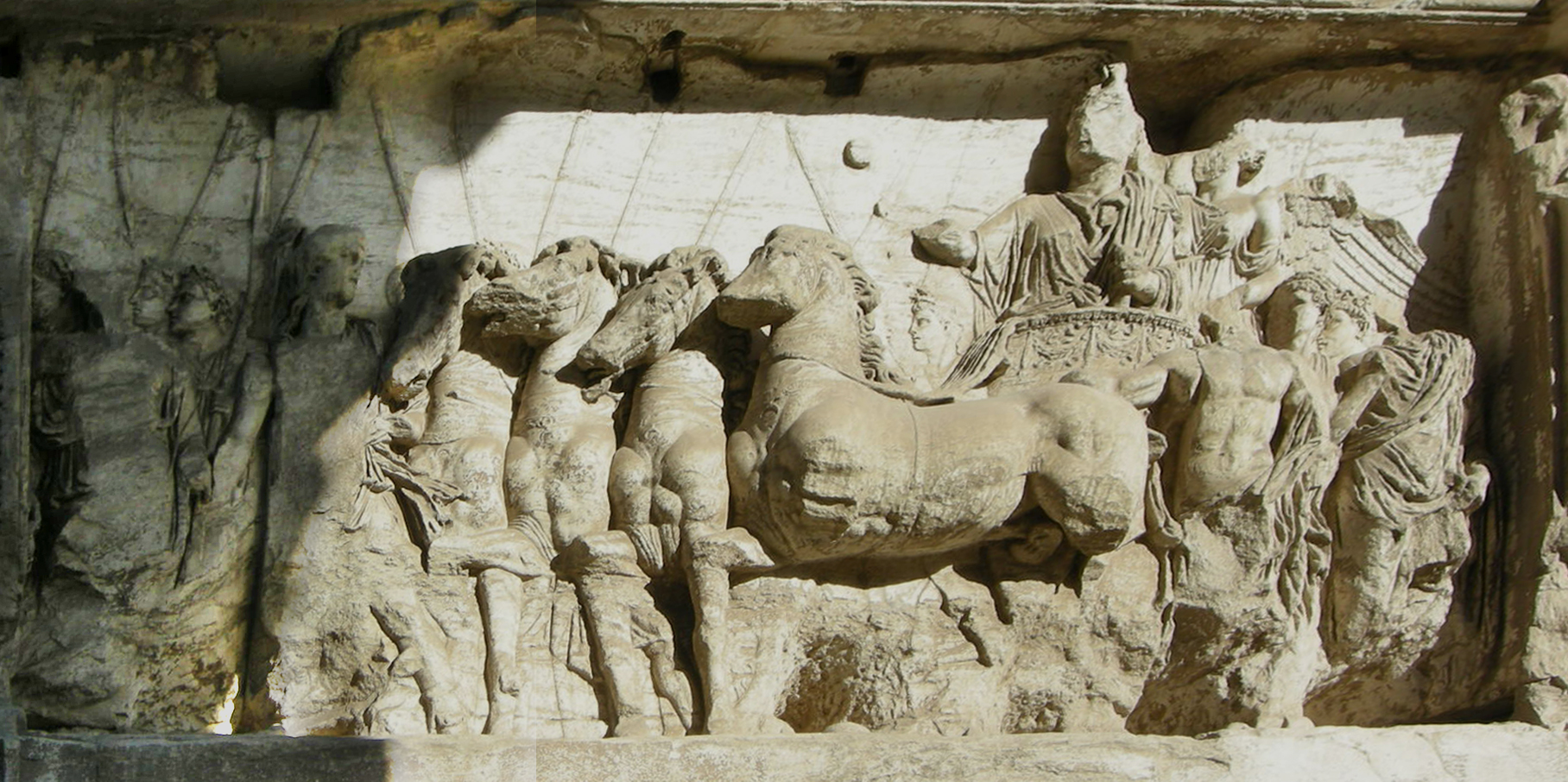
Friso del Arco de Tito.
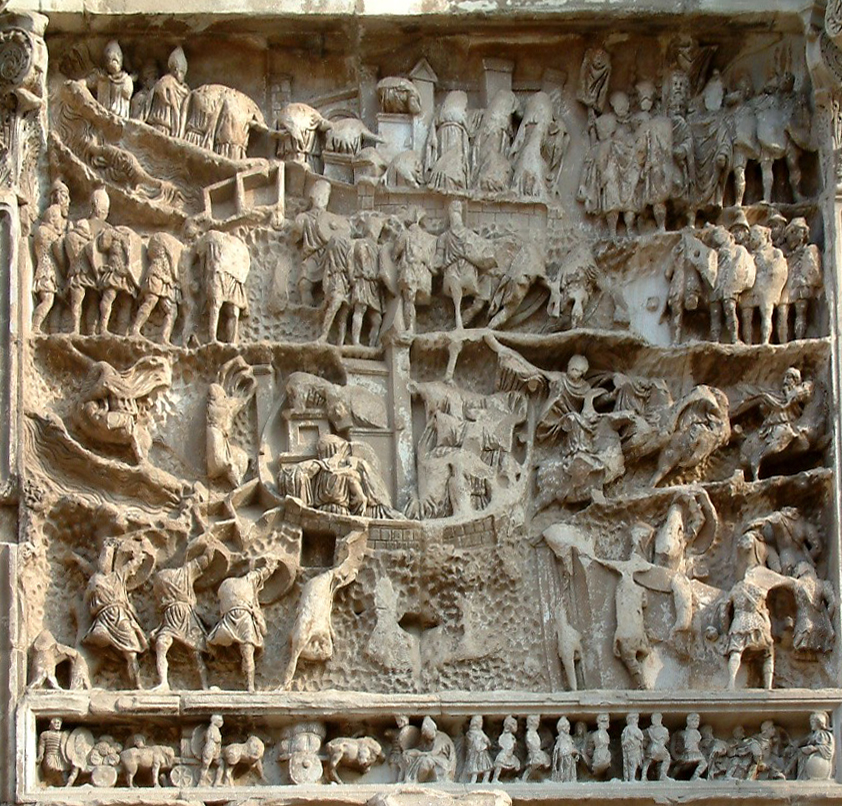
Relieve del Arco de Septimio Severo.
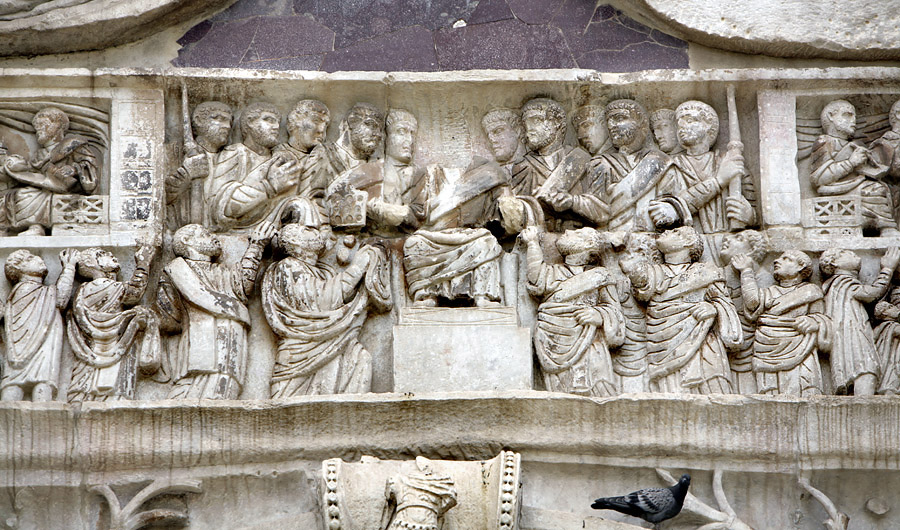
Friso del Arco de Constantino.
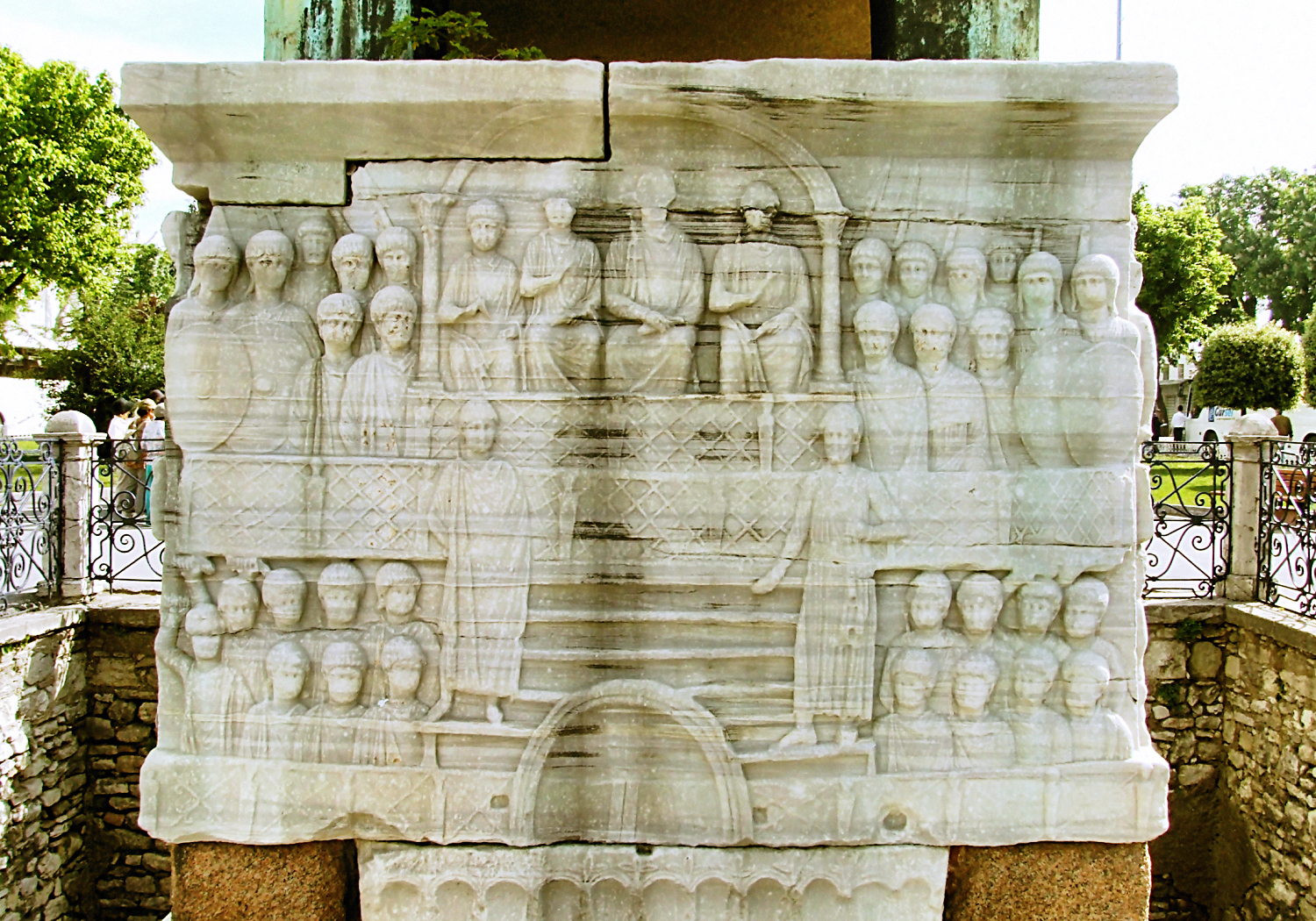
Base del obelisco de Teodosio I, Hipódromo de Constantinopla.

Poco después se invierte la tendencia por el clasicismo. Destaca el Arco de Trajano en Benevento, en un excepcional estado de conservación —solo las esculturas fueron completadas bajo Adriano— y los once paneles de similar estilo, pero más bien conseguidos, representan al emperador Marco Aurelio en varias escenas. Cuatro de ellos están ahora en los Museos Capitolinos, y los otros fueron reutilizados en la época imperial en la decoración del Arco de Constantino. La Columna de Marco Aurelio es otro gran ejemplo de la prevalencia clasicista en esta etapa, a pesar de que hay una multitud de figuras que se agolpan en la espiral continua del friso que rodea el monumento, conserva un sentido del orden, elegancia, ritmo y disciplina que está ausente en la columna de Trajano.
Este interludio del clasicismo, sin embargo, terminaría con Septimio Severo, cuyo Arco se acerca de nuevo al arte oriental en su sistema de proporciones y el acortamiento de su organización de escenas sueltas, cuatro grandes paneles relatan las campañas en Mesopotamia. El mismo estilo continúa durante todo el siglo IV, como se puede ver en los frisos superiores del norte y del sur del arco de Constantino, que muestran un marcado contraste con los paneles más antiguos, de la época de Marco Aurelio. Los últimos ejemplos significativos de la escultura romana arquitectónica son la base del obelisco de Teodosio I en el Hipódromo de Constantinopla, que ya parece un arte más cercano al universo bizantino que romano.

### Camafeos

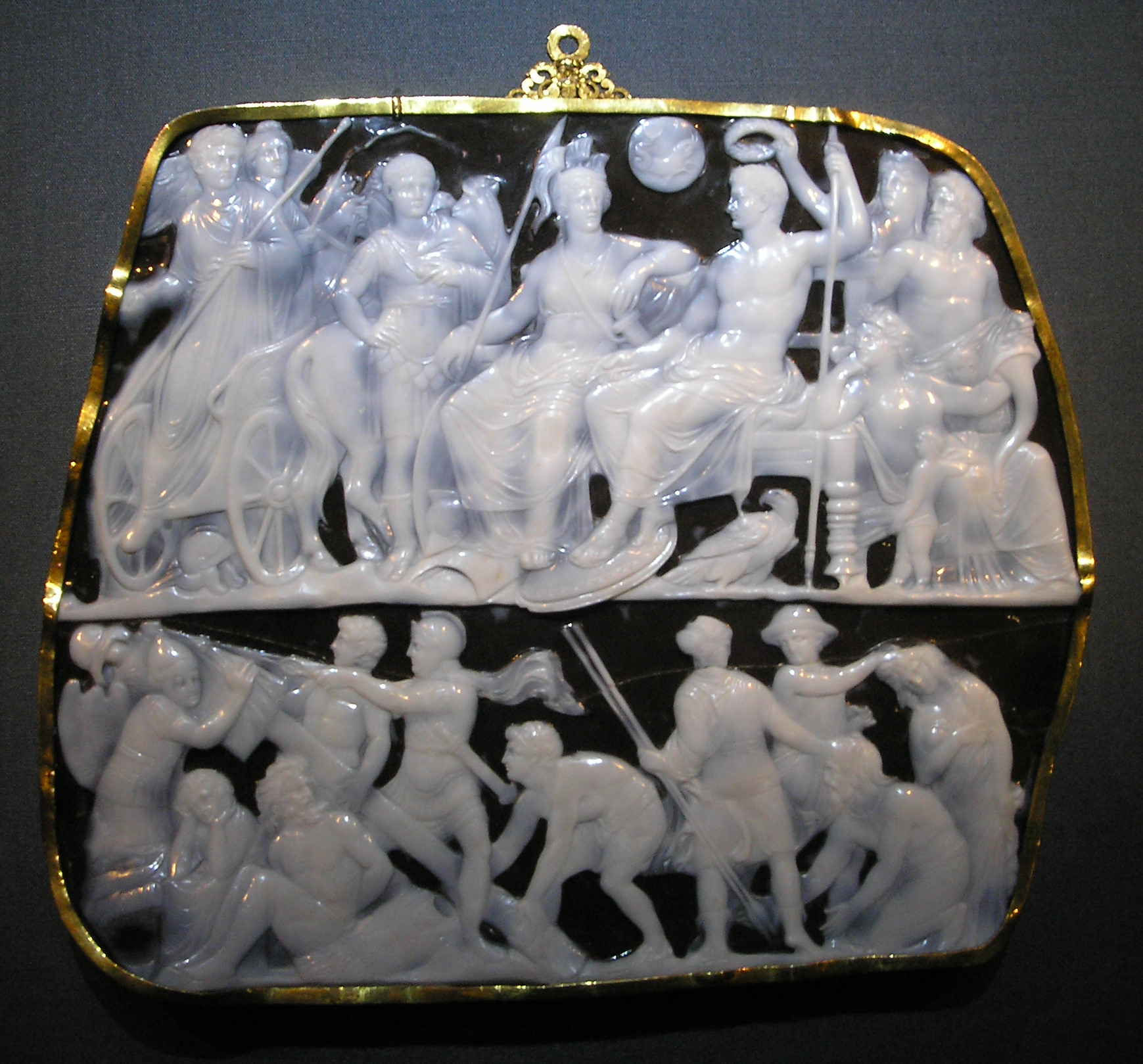
Gema Augustea, Kunsthistorisches Museum. Viena.

En estos géneros menores, los camafeos son los más lujosos, limitados a las clases altas y eran usados generalmente como joyas. Tallados en piedra semipreciosa como la ágata, calcedonia, jaspe, amatista y ónix, están considerados esculturas en miniatura desde su apreciación por John Ruskin, cuando hasta entonces se consideraban como una forma de grabado. Esta forma de talla fue introducida en Roma por los griegos helenistas, que fueron los primeros en conseguir un alto grado de refinamiento en este género. Su pequeño tamaño no nos debe inducir a error en cuanto a la pericia requerida para este tipo de trabajo, que requiere una intensa concentración y enorme sensibilidad para trabajar la veta de la piedra y sus diferentes capas para obtener sutiles matices de color y efectos de luz y transparencia. Su datación es muy problemática, y muchas piezas indican que se estaban elaborando en momentos diferentes. Los mejores ejemplares se han convertido en piezas de coleccionista, y entre ellas podemos mencionar la fantástica Gema augustea, un gran trozo de ónix bicolor tallada con dos escenas compuestas de varios personajes.

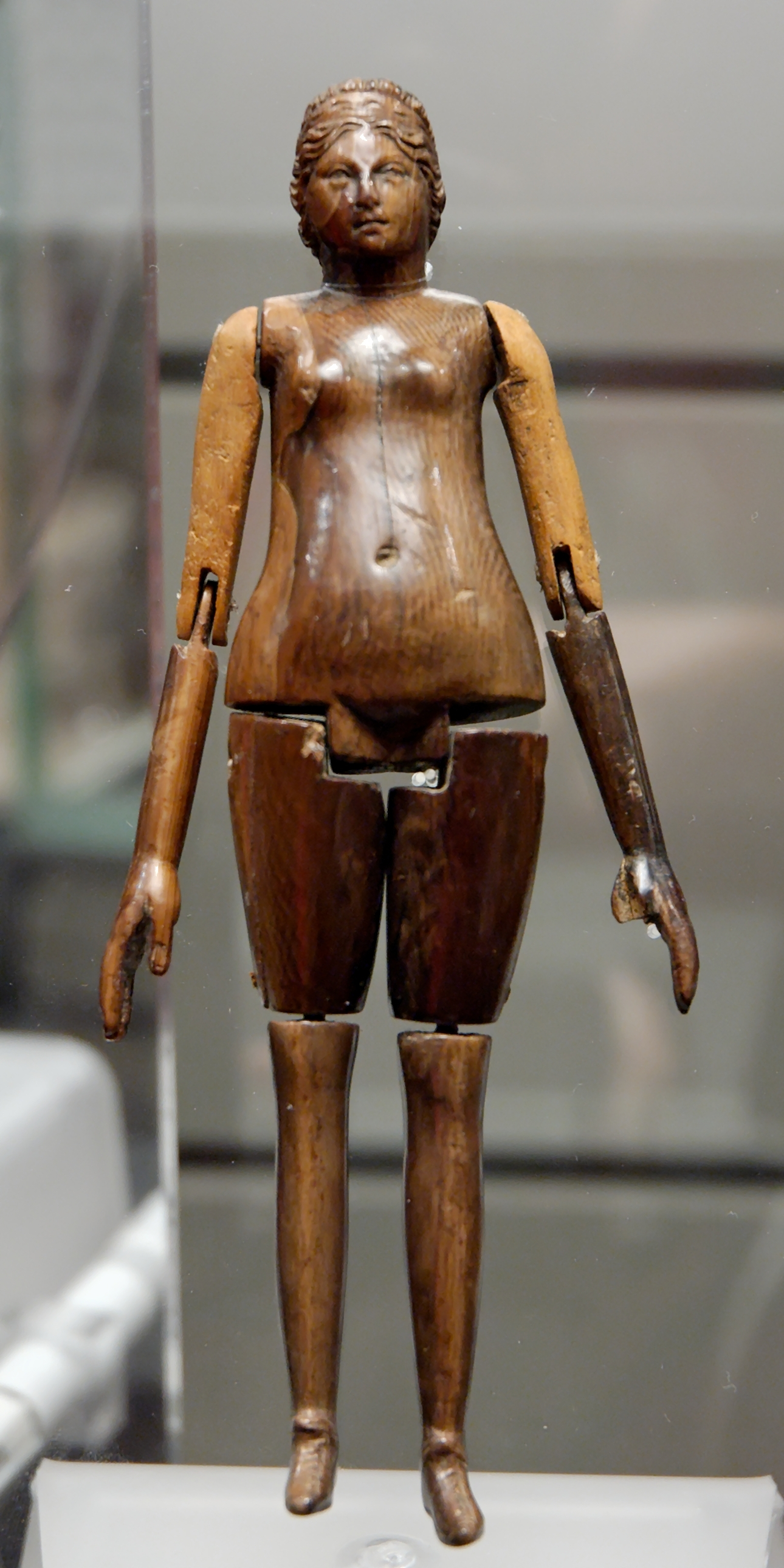
Muñeca articulada, marfil, Museo Nacional Romano.

Durante el periodo imperial, los camafeos gozaban de gran prestigio, lo que inspiró a los romanos a inventar un vidrio, que ofrecía la ventaja de permitir un mayor control sobre el color y la transparencia, pero fue aún más difícil, largo y costoso trabajarlo que la piedra, presenta considerables desafíos técnicos, que aún no ha sido totalmente desentrañado por los vidrieros contemporáneos. Sin embargo se llegó a producir recipientes de camafeo de vidrio con decoración entera tallada, como los famosos Vaso de Portland y Vaso de las estaciones.

### Juguetes
Los juguetes se encuentran en todas las culturas, y los romanos no fueron una excepción. Referencias literarias abundan a partir del período helenístico, y todo indica que hubo una enorme variedad de objetos destinados al entretenimiento de los niños, desde las tradicionales muñecas hasta los carritos de ruedas, muebles, figuras de guerreros y animales, e incluso casitas en miniatura de metal, madera o terracota. Los juguetes son objetos excelentes para el estudio de las condiciones económicas y sociales de la época.

### Estatuillas de culto privado

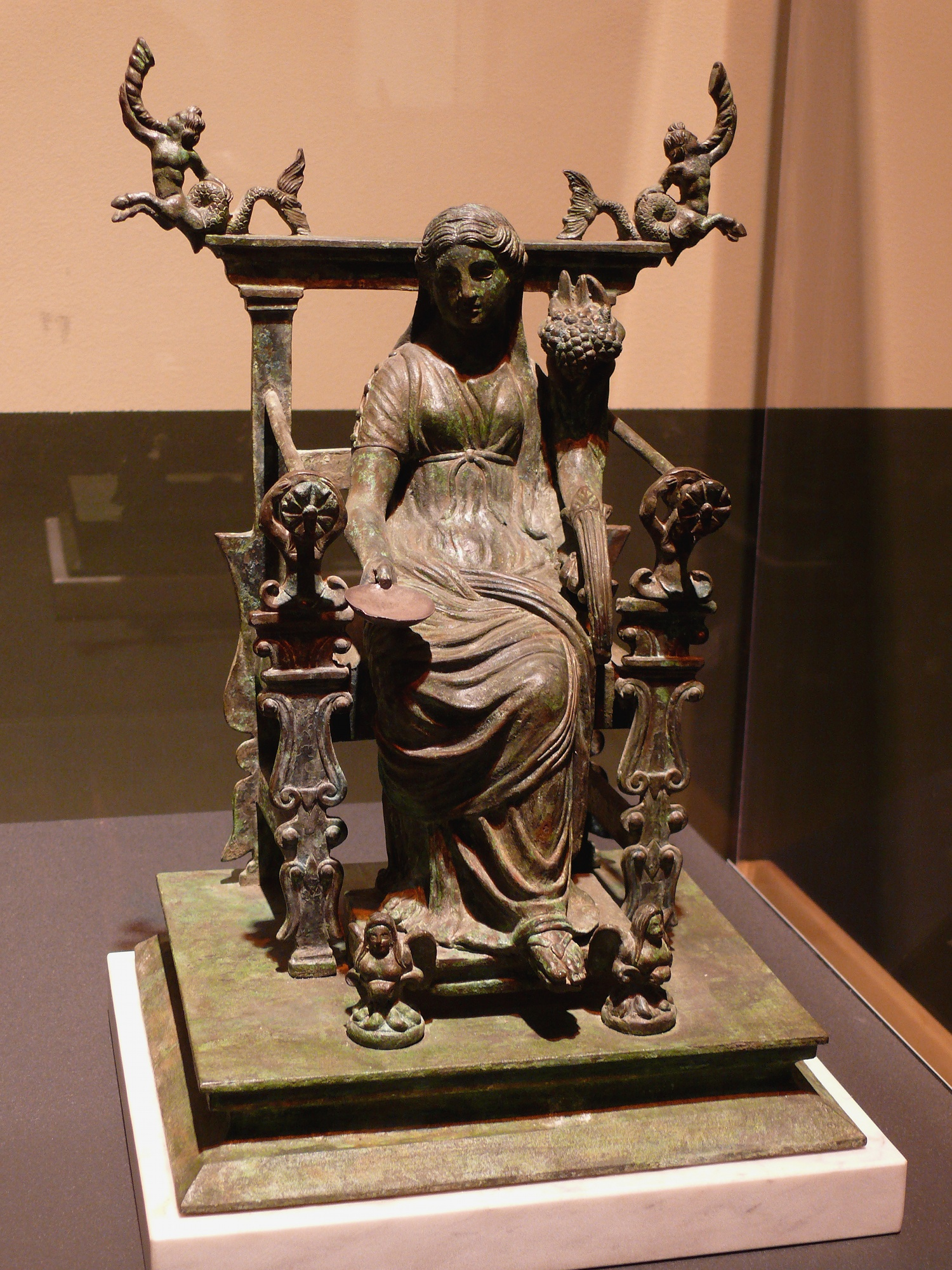
Estatuilla de culto privado de la diosa Fortuna, Discovery Place Science Museum, Charlotte (Carolina del Norte).

En el ámbito religioso están las estatuillas de culto privado de muchas deidades del panteón romano y de las divinidades familiares y regionales. El hábito del antropomorfismo de los dioses fue heredado de los etruscos y los griegos, prácticamente todas las fuerzas naturales y poderes abstractos tomaron para los romanos un aspecto humano y recibieron culto, aunque su religión no fuese rígidamente organizada el culto privado tuvo un importante papel. Los museos están llenos de estatuillas de culto doméstico, lo que demuestra su amplia distribución por todo el imperio. Su calidad artística es muy variable, y se cree que la consumida por la gente común son poco atractivas, pero hay ejemplos de gran refinamiento. En este campo no era el valor estético lo que tenía valor, sino su eficacia para los romanos como puente de comunicación entre los mortales y lo sobrenatural.
De función similar son las estatuillas-amuleto. En la compleja y polimorfa religión romana la magia tenía un papel nada despreciable, en la que los amuletos encontraron su lugar. Los griegos y los etruscos los usaban, y diversos autores clásicos hablan a su favor, como Plinio y Galeno. Los romanos también la hicieron una costumbre generalizada, especialmente durante la época tardo imperial. Aunque los amuletos eran generalmente objetos pequeños y portátiles y no necesariamente de figuras, han sobrevivido una serie de estatuillas que desempeñaban la misma función, representando a los espíritus protectores de los hogares asociados con los ancestros, los Lares, profundamente venerados en santuarios domésticos, como Príapo, el dios fálico, cuya imagen era considerada un poderoso remedio contra el mal de ojo, la esterilidad y la impotencia, y que estaba colocado en la parte exterior de la entrada de las casas.

### Objetos decorados
Los jarrones, vajillas, lucernas, tiradores de puertas y muchos otros tipos de objetos utilitarios con decoración que se aproxima a la escultura propiamente dicha, fue una categoría muy variada de piezas que da fe de la amplia aplicación de la escultura en la antigua Roma. Las lucernas y braseros estaban decorados con imágenes en relieve mostrando escenas religiosas, mitológicas y eróticas, de acuerdo con la ubicación para la que estaban destinados, y podían tener uno o más pies muy ornamentados. Platos, ollas, cuencos y vasos también podían representar relieves, o los cuellos de formas extravagantes. En la cerámica destaca el tipo de la terra sigillata, una especie de vasija decorada con incisiones y relieves, que fue ampliamente difundida por todo el imperio, y las antefijas decorativas instaladas en los bordes de los techos, que podían estar realizadas en formas abstractas o figurativas.
|  |  |

## Escultura tardía imperial
Durante los últimos siglos del imperio (siglo III al siglo V) se vio el nacimiento de un contexto cultural totalmente nuevo. A veces esta fase de transformación ha sido vista como de decadencia artística, pero el canon griego fue el resultado de una época y un contexto determinado, y aunque dio forma a los orígenes artísticos de Roma y a gran parte de su trayectoria, los tiempos y el territorio habían cambiado, y el clasicismo estaba empezando a convertirse en una reliquia del pasado y una referencia simbólica o del historicismo en lugar de una realidad viva. Ahora Roma tenía su propia historia, y entraba en un período de intensos intercambios con grandes culturas antiguas del Oriente Próximo, cuyo cuerpo de ideas, religiones, arte y aspiraciones se volvían parte de la cultura romana. Del mismo modo, las numerosas provincias imperiales, que se extendían desde Hispania, Galia y Britania a Persia, Arabia, Cáucaso y Norte de África, desarrollaban estilos sincréticos con sus propias tradiciones locales, creando obras que fueron aceptadas tanto para la visión metropolitana como para la provincial, aunque interpretados de manera diferente para cada lugar.

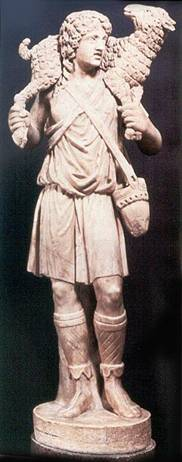
El Buen Pastor, paleocristiano,. Museos Vaticanos.

En una época de efervescencia cultural y gran diversidad de principios estéticos, la permanencia de los elementos clásicos en todas las partes, modificados, es cierto, en diversos grados, todavía posibilitaba mantener canales abiertos de comunicación y actuó como una especie de línea franca-artística. El sincretismo fue siempre una característica del arte romano, pero en la época tardo imperial asumió un papel de crucial importancia. Después de la cristianización del imperio, las normas del arte pagano fueron adoptadas por los emperadores cristianos sin dudarlo, aunque adaptadas a los nuevos temas. Cuando Constantinopla se convirtió en la nueva capital, se llenó de alusiones arquitectónicas y artísticas a la «antigua Roma», un deseo declarado de mantener la continuidad de las tradiciones antiguas, aunque fueran reformadas para satisfacer las necesidades de un nuevo contexto. En realidad no fue una permanencia literal del clasicismo, lo que ocurrió fue una continuidad «selectiva». Este proceso fue consciente y voluntario, como la literatura de la época lo confirma. Algunos prototipos oficiales se mantuvieron, mientras que un gran repertorio de otros modelos, simplemente fue condenado al olvido. El enmascaramiento de los rápidos cambios sociales y políticos que tuvieron lugar en las elegidas formas procedentes de la herencia clásica proporcionaron una cohesión cultural importante en un momento en que los elementos del imperio tendían a la diversidad, y cuando la fragmentación del estado se estaba convirtiendo en una amenaza real.

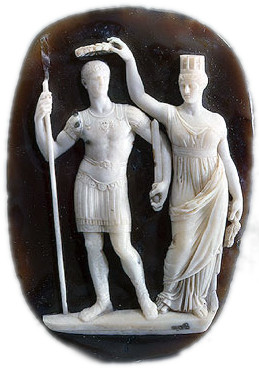
Camafeo mostrando a Constantino en su coronación por Constantinopla, del. Museo del Hermitage.

La élite siguió recibiendo una educación clásica y se mantuvo conservadora. Leían autores de renombre, y se familiarizaron con la tradición ancestral, desarrollando el gusto por ella. Las ciudades, villas aristocráticas y los teatros estaban decorados con imágenes aún paganas. La conversión de Constantino al cristianismo en el 312 determinó una ruptura con esta tradición, aunque no inmediatamente ni de forma completa.
Según Rachel Kousser:

La aristocracia del siglo IV por lo tanto tuvo que negociar un lugar para ellos en este mundo contradictorio, sin ocasionar un conflicto abierto. Los monumentos que se realizaban conservaban las huellas de esa negociación: tradicionales en la forma, oblicuos en el contenido, ellos documentan la creación de un nuevo consenso. Las obras de arte que resultaron con más éxito, fueron providencialmente inespecíficas, su objetivo no era proclamar una identidad definida y única de sus clientes, sino que sugerían una gran cantidad de valores comunes, permaneciendo abiertos a una variedad de interpretaciones. Por lo tanto, en lugar de enfatizar los vínculos que esas obras e ideologías religiosas privadas, afiliaciones políticas, y así sucesivamente —lo que indicaría, en definitiva, un carácter separatista— (...) son resonantes y unificadoras. Para los aristócratas del siglo IV, estas imágenes basadas en modelos de estatuas clásicas eran vehículos útiles para una auto representación equilibrada y eficiente; se hablaba de un pasado compartido por todos y de un presente dividido. De este modo, contribuyeron a asegurar la supervivencia de las formas clásicas en el arte medieval. (...) Las obras de arte que resultaron tenían un aspecto familiar. Aunque hoy en día parecen monótonamente convencionales para muchos eruditos modernos, tuvieron un valor en la Antigüedad tardía. Estas obras determinaron el nuevo orden cristiano con la venerable tradición, una tradición que consideraba la representación naturalista de la forma humana como el mayor logro de la escultura. En este sentido, los monumentos clasicistas de la Antigüedad tardía ayudaron a perpetuar un sistema y un conjunto de valores artísticos que se había originado en la Grecia clásica, se extendió en la Roma imperial, y que demostró una profunda influencia en el Renacimiento y también para periodos posteriores.

El prestigio de las estatuas paganas continuo en alza hasta el siglo VI, ni siquiera la aparición del cristianismo y el destierro del antiguo culto por Teodosio I en 391 provocó una inmediata destrucción de las imágenes religiosas y decorativas. Prudencio, a finales del siglo IV de nuestra era, también recomendó mantener las estatuas de los ídolos paganos como «ejemplos de la capacidad de los grandes artistas, y cómo espléndido ornato de nuestras ciudades», y Casiodoro relata cómo se hicieron esfuerzos todavía en el siglo VI de conservar esculturas antiguas paganas como testimonio de la grandeza imperial para la posteridad. Con todo, poco después de la política del papado y del imperio cambió, y los monumentos de la antigüedad comenzaron a ser saqueados con el fin de retirar el material para su uso en otras obras mediante el estímulo de una ola asombrosa de iconoclasia por todo el imperio que decretó la desaparición de la gran mayoría de la fabulosa colección de obras de arte acumuladas durante siglos.

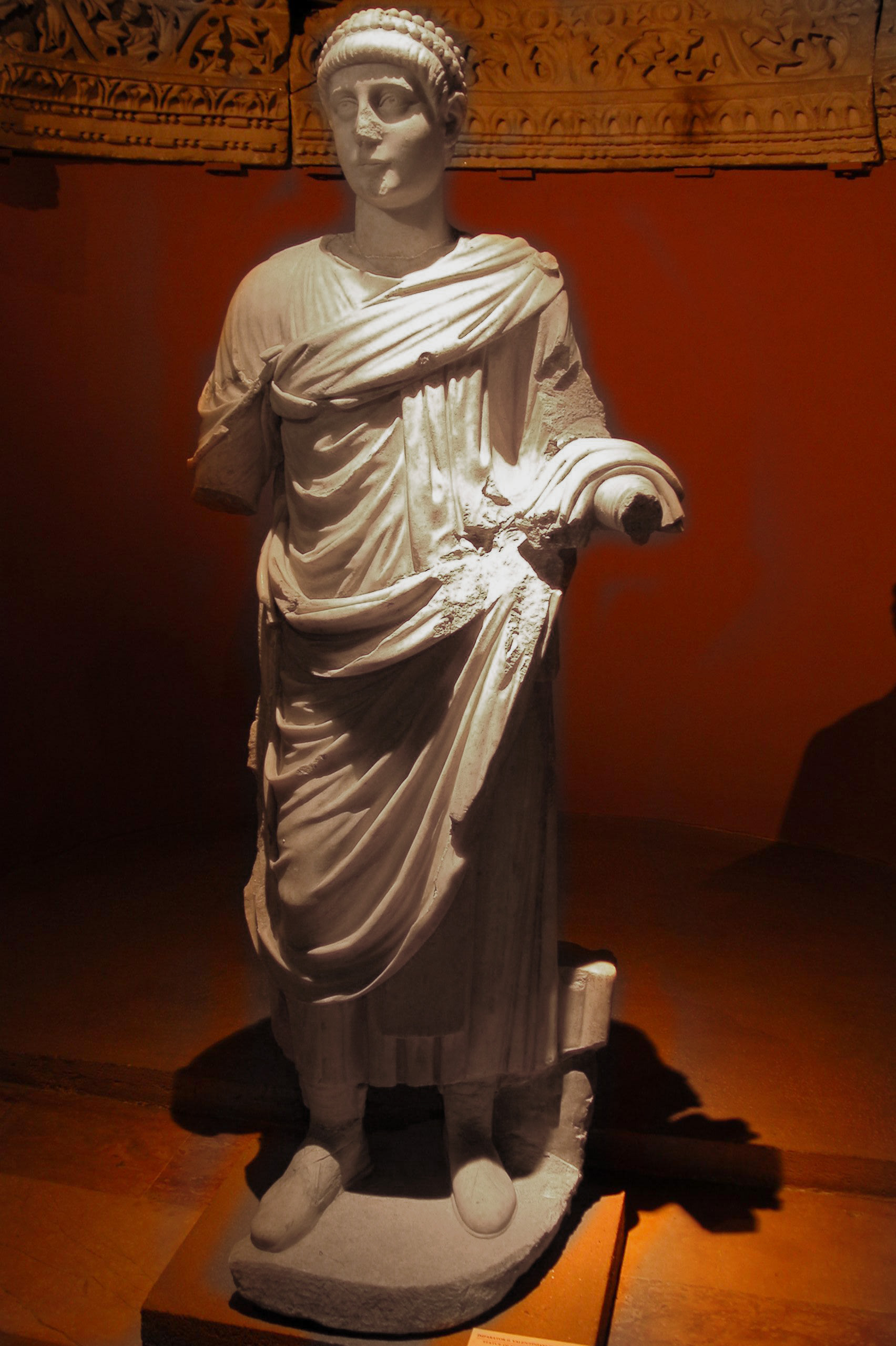
Valentiniano II, siglo IV. Museo Arqueológico de Estambul.
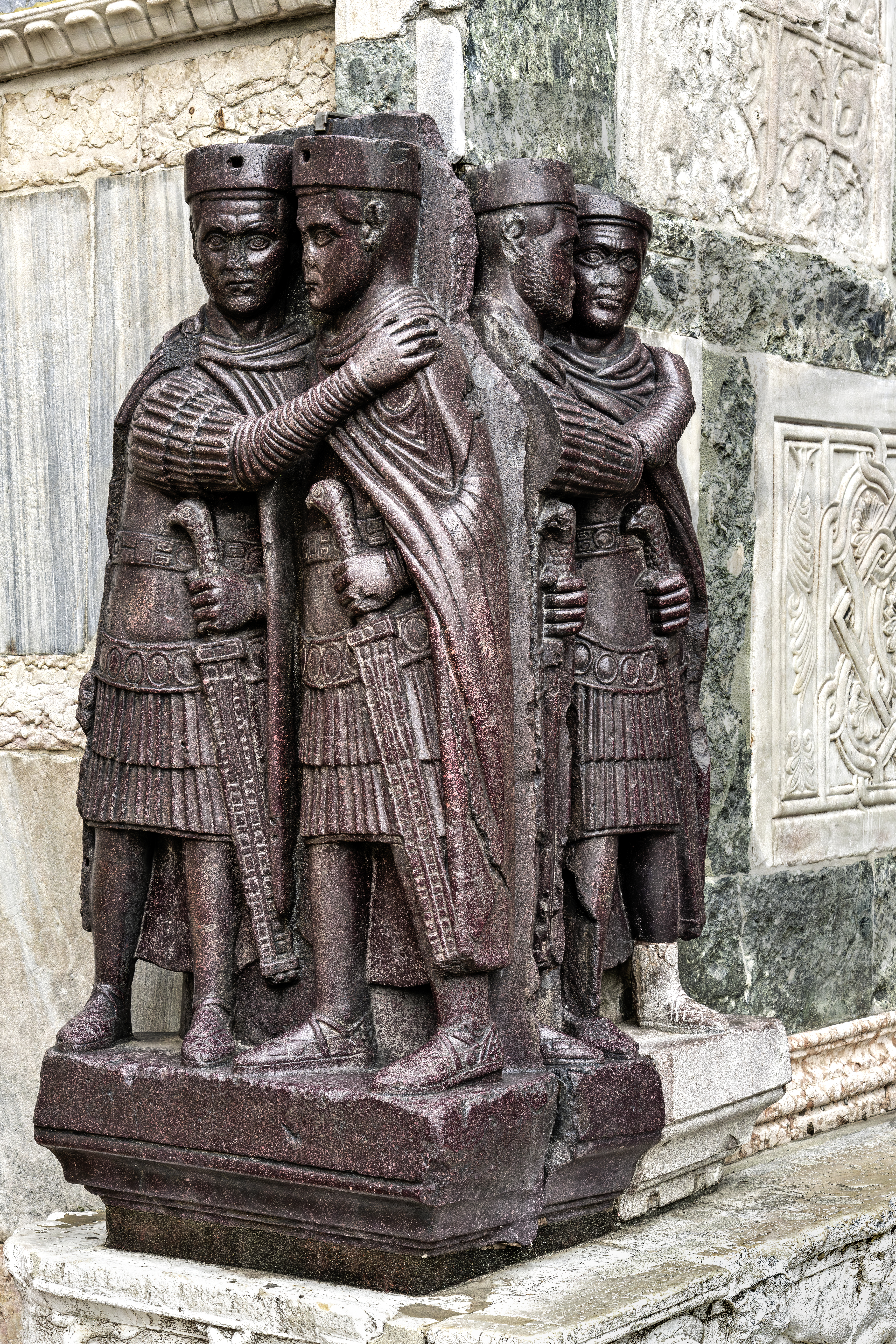
Los Tetrarcas, siglo IV.Basílica de San Marcos.
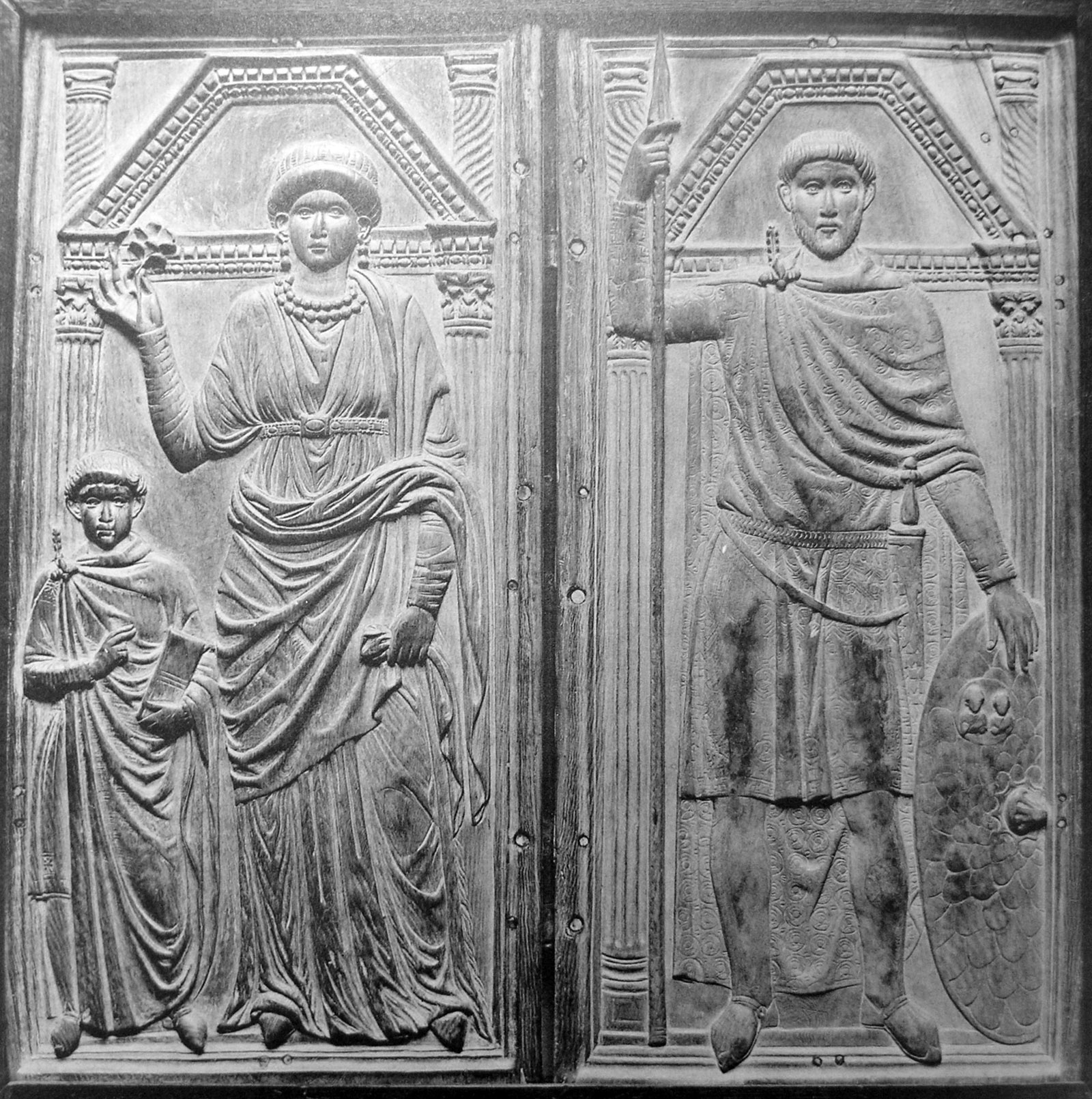
Díptico de Estilisdao, c. 395. Catedral de Monza.
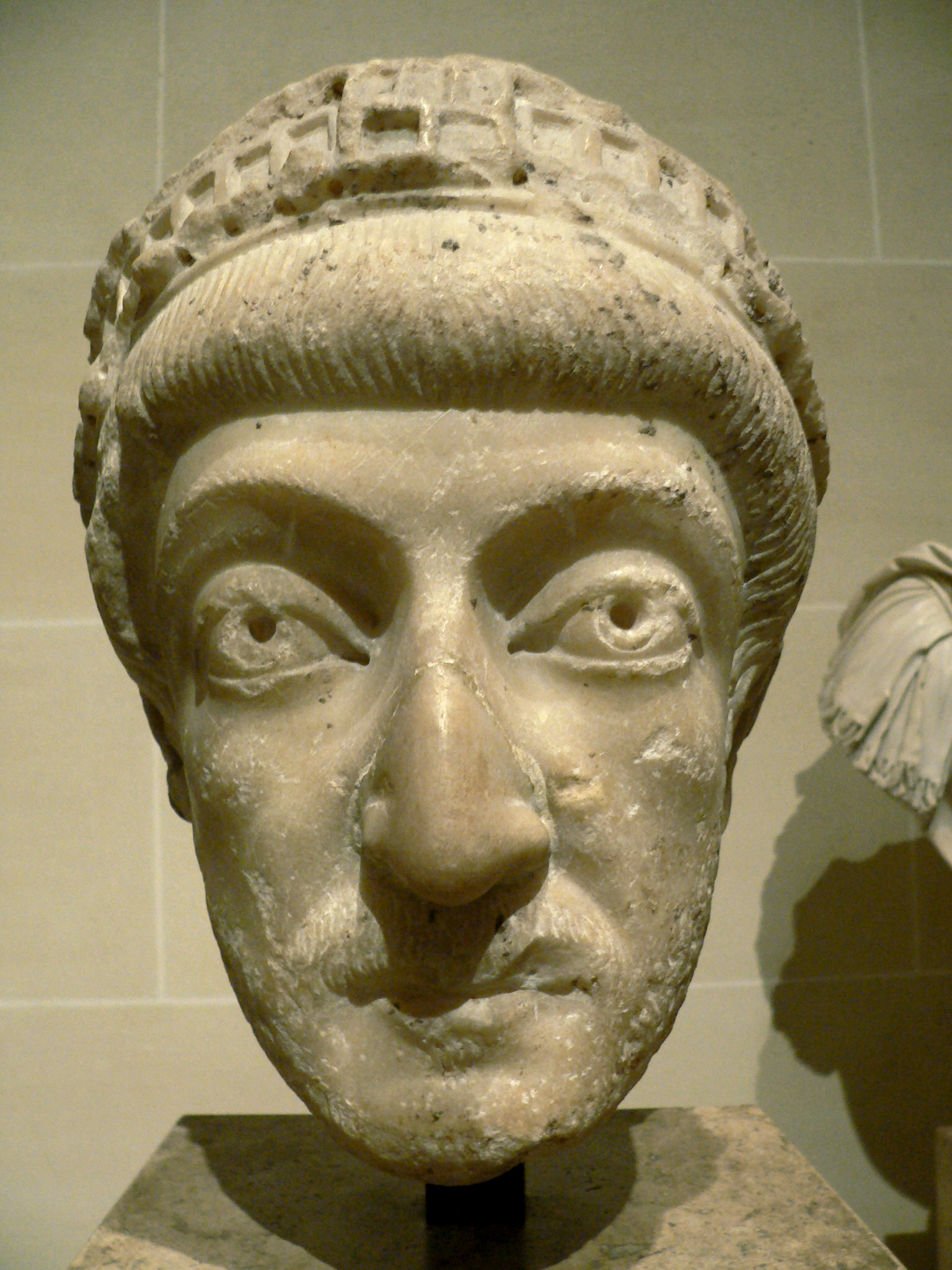
Teodosio II, siglo V. Museo del Louvre.

## Uso del color como un recurso mimético y expresivo

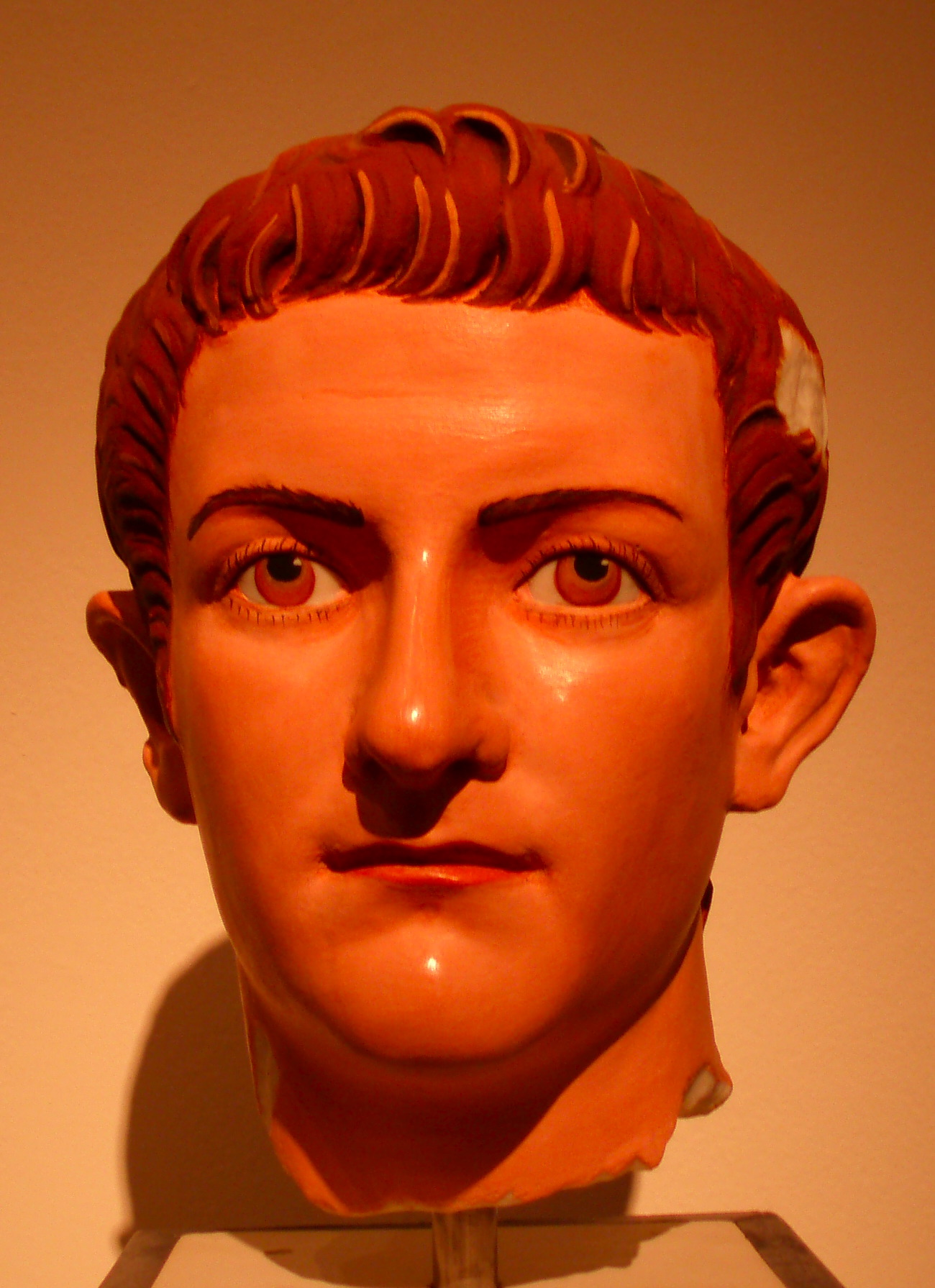
Moderna reconstrucción de la policromía original en una réplica de un retrato de Calígula. Exposición Bunte Gütter (2005).

Como complemento del trabajo de la talla de la piedra o el bronce fundido, el efecto final de la pieza de la escultura era modificado con la adición de policromía en la superficie, una práctica heredada de los griegos y realizada comúnmente, como lo demuestran los relatos históricos, y que daba a las esculturas un aspecto diferente de cómo las vemos hoy en los museos, de piedra y bronce solamente. Este hecho histórico, aunque conocido por lo menos hace dos siglos, todavía causa extrañeza, y de hecho dio lugar a una concepción errónea, incluso entre los arqueólogos y conservadores de museos que creían que las obras originales se llevaron a cabo dejando las apariencias del material empleado, error evidente que se perpetuó hasta hace poco y causante de que los artistas renacentistas, barrocos y neoclásicos dejaran también el material tal cual. Este uso de pigmentos decorativos era en realidad un hecho fundamental en el arte antiguo, y no había ninguna estatua, frisos y relieves que no recibieran por lo menos detalles en color, si es que no estaban pintados por completo.
Además de la pintura se usaban, para insertar piezas, otros materiales de colores como plata y oro, esmalte, nácar y vidrio, con lo que se conseguía poner en relieve ciertos rasgos o partes anatómicas, y ciertos tipos de mármol de color y piedras nobles como el ónix y alabastro ricas en vetas multicolores y transparencias, se utilizaba en algunas partes de las prendas de vestir de las estatuas para crear efectos más lujosos. Recientes investigaciones publicadas junto con exposiciones temáticas de réplicas de grandes obras con la restauración de sus colores originales, han ofrecido una visión completamente nueva del arte clásico.

## Legado
Los romanos fueron los primeros en estar orgullosos de florecer en la sombra de una cultura extranjera. Virgilio en su Eneida, hacía al espectro de Anquises declarar a Roma, aún por nacer, que estaría en las artes y las ciencias siempre por debajo de los griegos, pero que la superaría en la guerra y en la administración pública. En otra parte el poeta se jactaba porque su musa fue la primera en cantar versos a la manera de Teócrito, y otros casos similares abundan en la literatura contemporánea de la época. Como se ha demostrado, toda la producción romana de escultura fue una devoradora del ejemplo griego, y lo mismo ocurrió con las demás artes, como la poesía, la música y la arquitectura. Esto es un hecho, pero ha sido interpretado por autores influyentes tales como Arnold Toynbee y Roger Fry en demérito de los romanos, mirándolos como un pueblo esencialmente imitativo, una subespecie de helenismo, y cuyo único valor artístico habría sido trasmitir para la posteridad la herencia griega. Esta opinión refleja la posición crítica de finales del siglo XIX, que, en esencia, culpaba a los romanos por no ser griegos, pero, irónicamente, se deriva de los propios romanos, que mantenían en relación con su papel de epígonos una actitud al mismo tiempo orgullosa y modesta. Pero no ha impedido que sus escultores desarrollaran algunos rasgos evidentes de originalidad, reconocidos por otros críticos, lo que hace esa acusación, pese a basarse en una clara evidencia, no ser del todo justa.
Por otra parte, juzgar una cultura antigua desde un punto de vista moderno es siempre maniobra temeraria. Los romanos han sido por lo general caracterizados por un alto espíritu público y una fuerte aversión al individualismo y excentricidades, que siempre causó terror a los griegos, donde las antiguas tradiciones, públicas y familiares siempre fueron objeto de veneración extrema. Virgilio cuenta en su Eneida la historia de Eneas llevando en sus hombros a su padre en la huida de Troya, que se convirtió en un modelo de la «piedades» romanas, el honroso deber hacia los padres, e incluso en tiempos difíciles por disputas políticas y élites inmorales y decadentes, lo mismo si eran comunes entre toda la sociedad los comportamientos que hoy vemos cómo crueles, entre las cualidades más apreciadas en Roma, estaban la parsimonia, severitas, frugalitas y simplicitas —economía, dignidad y austeridad, frugalidad y sencillez— varias veces elogiadas en la literatura coetánea. Teniendo en cuenta estos factores, su aparente falta de originalidad se vuelve relativa y se hace un rasgo de identidad cultural. De cualquier manera, la escultura da mucho material para poder estudiar todo el legado romano y comprender su actitud peculiar en el ámbito cultural.

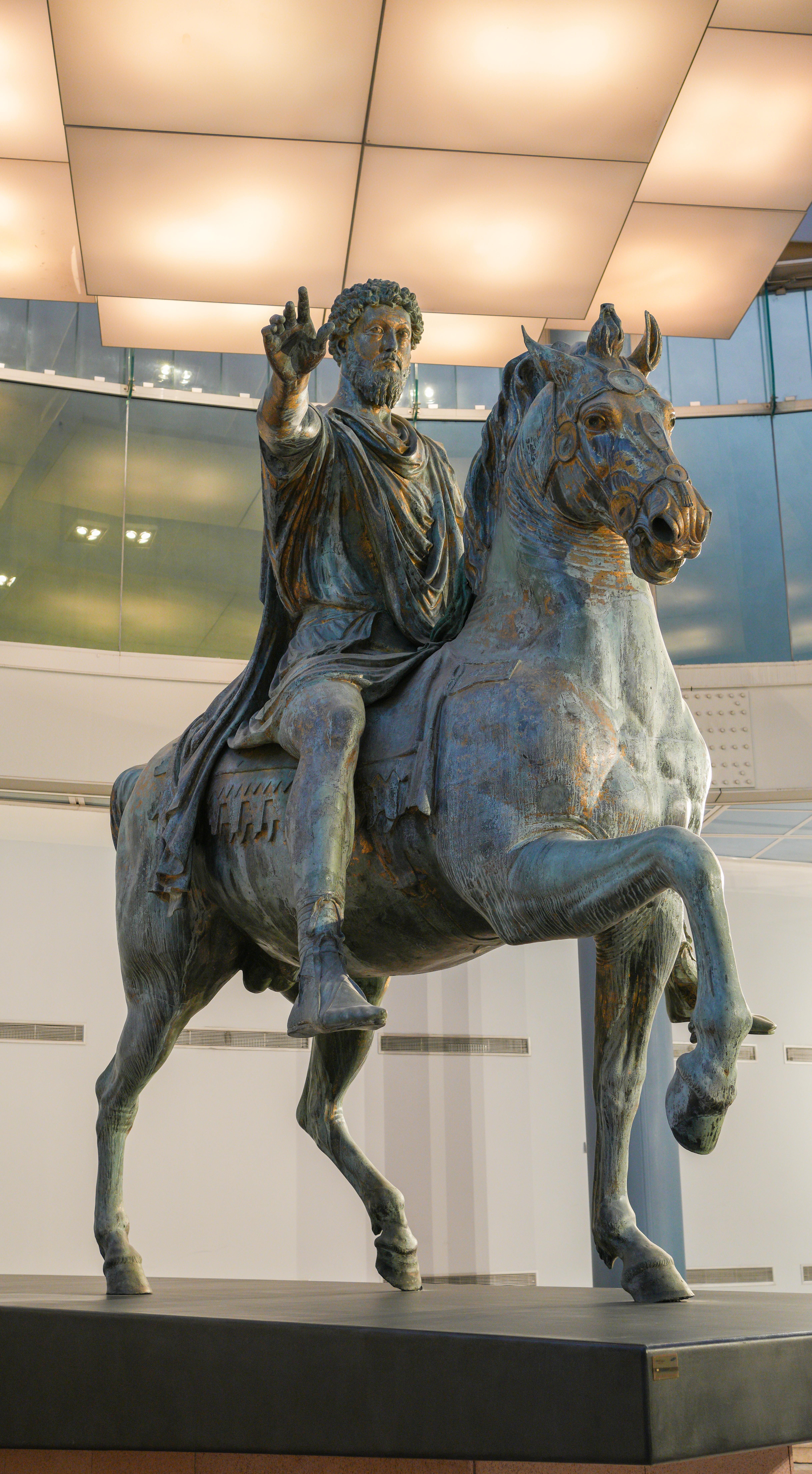
Estatua ecuestre de Marco Aurelio, c. 176 Museos Capitolinos.

La caída en la oscura Edad Media, tanto por la destrucción previa de la mayoría de los ejemplos, como el cambio en la concepción del arte y los valores culturales, la escultura romana tuvo en el Renacimiento una oportunidad de hacer una nueva escena en el panorama del arte. Y más que una aparición, de hecho fue fundamental para el desarrollo de la nueva estética de la época. Rafael, consciente de la magnitud de la pérdida de obras antiguas en épocas anteriores, deploró el hábito de reutilizar el mármol y el bronce para crear otros objetos, y el descubrimiento de varios ejemplares de alta calidad de la escultura romana en este período causó sensación en la alta sociedad renacentista, estimulando copias y nuevas interpretaciones, la búsqueda ansiosa de restos en numerosas excavaciones arqueológicas, y la salida de un flujo de reproducciones de grabados. Su influencia en la escultura de la época, es innegable.
Durante el barroco el interés por la estatuaria antigua no disminuyó. Maestros tales como Bernini eran notorios amantes del arte griego y romano, y su propia producción se debe en gran parte a ejemplos antiguos y a los temas clásicos. Tampoco se redujo durante los períodos siguientes. En el siglo XVIII, se formó la costumbre entre las élites del «Grand Tour Europeo», Roma era la visita obligada, y el deseo del conocimiento y de la adquisición de arte de la Antigüedad clásica se convirtió en una locura determinando la aparición del Neoclasicismo. Entre los siglos XVIII y XIX se formaron varias colecciones privadas importantes en varios países, y en Inglaterra, en particular, servían también para garantizar la buena reputación social de los propietarios y facilitar su acceso a cargos públicos. A pesar de que los artistas neoclásicos admiraban la producción griega, su reinterpretación del estilo clásico en realidad se basaba en los principios romanos, por el simple hecho de que las obras conocidas y conservadas en ese momento eran casi todas romanas, no griegas. A mediados del siglo XIX, con la reapertura de Grecia hacia occidente después de un largo dominio turco, con la realización de varias investigaciones arqueológicas que sacaron a la luz una gran cantidad de obras originales griegas, y bajo la influencia del gusto romántico del público que tendía hacia el helenismo, pero no al arte romano, éste cayó en desgracia. En el siglo XX, sin embargo, la revolución moderna condujo a una drástica disminución en la capacidad del arte romano para inspirar a las nuevas generaciones de artistas, mientras que las colecciones de escultura de la antigua Roma continúan hasta hoy atrayendo a multitudes en todos los museos donde se exponen y son parte importante del patrimonio de una civilización cuya memoria permanece viva, y de la que la propia cultura occidental nació.